# Teke (sport)

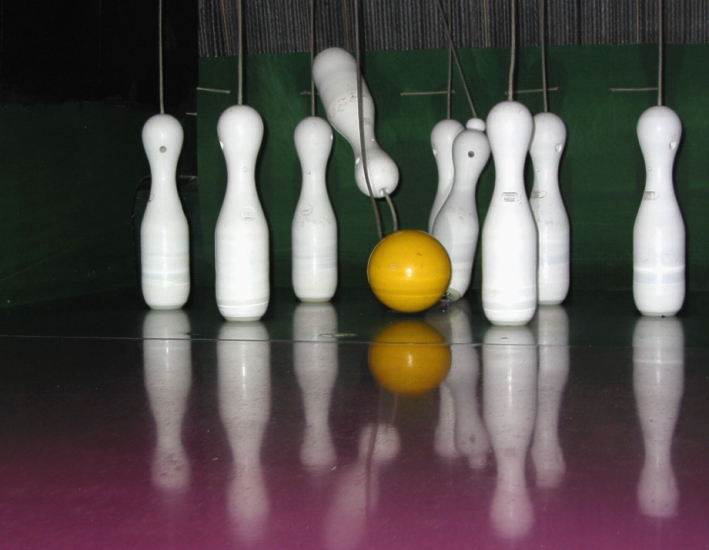
Kilencbábos teke

A teke golyókkal és bábukkal űzött sport, valamint játék. A játék lényege, hogy a tekebábukat a tekegolyók bizonyos mennyiségű gurításával el kell dönteni a pályán.
A tekejáték különböző változatai közül Magyarországon az aszfaltpályás (klasszikus) tekézést (ezt hívjuk egyszerűen tekesportnak), a kuglit (domború föld- vagy agyagpályán játszották, azonban mára „elhalt”), a lengőtekét (üdülőkben, vidéki játszótereken, kocsmaudvarokon található ma is) és a bowlingot játsszák.
A tekesportban két gurításfajta van: teli gurításnál minden gurítás 9 bábura történik (tehát minden egyes gurítás után mind a 9 bábut felállítják függetlenül attól, hogy mennyit sikerült eldönteni), tarolásnál viszont addig kell gurítani a bábukra, amíg mind a 9 bábu el nem dől, és csak ezután állítják fel a bábukat. A versenyeken meghatározott számú teli gurítás és tarolás van (vegyes gurítás). A verseny mindig teli gurítással kezdődik, melyet ugyanannyi számú tarolás követ.
A tekesportág versenyszámai a világversenyeken: férfi és női csapat (6 × 120 vegyes), napi egyéni (120 vegyes), (2013 óta) sprint (2 × 20 vegyes kieséses rendszerben), összetett egyéni (a napi egyéni és a legjobb sprinteredmény összeadva), illetve vegyes páros (30 vegyes).

## A játéktér és alapadatai
A 28,5 m hosszú, többsávos (sávonként 1,7 m széles) pálya első 6,5 métere a játékostér, a pályatest felőli végén az 5,5 m hosszú és 35 cm széles gurítódeszkával. A következő 19,5 m hosszú – hazánkban általában kék színű – műanyag lemezekből összerakott pályatest a játéktér, melynek szélén helyezkedik el a golyóelvezető csatorna, melybe hibás gurításnál kerül a golyó (az 1950-es években épített pályákon még oldalfal van – ma már elektromos jelzővel a hibás gurítás jelzésére). A bábuállás 1,7 m széles, kb. 1,5 m hosszú, oldalfala 2 cm-es furnérlemez, alsó részén gumírozással. Az általában fehér műanyagból készült kilenc bábu magassága egyenként 40 cm, szélessége 11 cm, tömege körülbelül 1750-1800 gramm. Ezek 1 m átlóhosszúságú rombusz alakban helyezkednek el középen. Mögöttük van a golyó-visszavezető csatorna a hátsó gumifallal, amelyről nem pattanhat vissza a golyó a bábukhoz. A tekegolyó tetszőleges színű és mintázatú tömör műanyag, átmérője 16 cm, tömege 2,8-2,9 kg.

## A kezdetektől a versenysportig
A tekéhez hasonló játék már az ókori Egyiptomban is létezett. A legkorábbi, körülbelül 7 000 éves leletet egy piramis maradványai között találták. Az ókori görögök is ismerték a tekejátékot, de előfordult ez az elnevezés a pogány germánok egyik kődobó játékaként is. A játék egyre népszerűbb lett, s már Iulius Caesar korában eljutott a kikapcsolódás ezen formája Itáliába. (Az adriai tenger környéki országokban ebből alakult ki később a bocsa.) A kereskedők, iparosok, céhes legények vándorlásaik során eljuttatták Németalföldre, onnan Észak-Európába és Angliába is. Németalföldön különösen kedvelt játék lett.
Az első írásos forrás Hugo von Trimberg (1260–1309) thauerstadti igazgató tollából ered: „Der Renner” című, mintegy 27 000 strófás költeményéből kiderül, hogy a tekét nemcsak ismerték, hanem kedvelték is. A golyót ekkor még dobták, vagy gurították a bábuk felé. A szabályok nem voltak papírra vetve, ezért a játékosok kézzel-lábbal irányítva próbálták a golyó útját befolyásolni, a vereséget pedig nehezen viselték el. A játék kedvelői a nép és a katonák soraiból kerültek ki. Csak szabadban játszották: vásárok, búcsúk, lövészegyleti ünnepségek alkalmával. A pálya lehetett kerek vagy négyszögletes térség attól függően, hogy dobták, vagy gurították a golyót.
A XIV. században a német területeken megjelent a kocsmák mellett a kuglizás (a német kugel szóból ered, ami magyarul golyót jelent). A golyót eleinte domború, kemény földön gurították, később agyagréteggel vonták be a pályát. A pálya egyenetlenségét többféle módon próbálták jobbá tenni: homokkal, zúzott kővel, egyes kocsmákban agyaggal kevert állatvérrel törekedtek a golyó útjának akadálytalan célba érésére. A játékostér közepére tölgyfapalló került, a nyitott helyeket lugasokkal védték. A kezdetben nyitott pályákat idővel lefedték, az időjárás viszontagságai által okozott károkat ezáltal kiküszöbölve.
A német torna-apostol Guths-Muts 1796-ban már a sportszerű játékok közé sorolta a tekejátékot. A tekézés sportbeli fejlődése a modern sportélet kialakulásának korszakában, a XIX. század végén és a XX. század elején indult meg. Európában Németország volt az úttörő. 1885. június 7-én Drezdában alapították meg a német tekeegyesületek központi szövetségét, 227 tagegyesület csatlakozott a szervezethez. A szabályok azonban továbbra sem voltak teljesen egységesek, az asphalt verzió mellett Németországban, Dániában, Hollandiában a bohle, míg Belgiumban, Hollandiában, Luxemburgban, Németországban a schere változatot is játszották.
Észak-Európában, Németországban, Svájcban, valamint Kanadában mára jeges változata, a curling alakult ki.
Amerikába a kereskedők juttatták el ezt a játékot. Itt a XIX. századi szesz- és hazárdjáték tilalom alkalmával a tekézést is betiltották. Azonban az „élelmes” emberek megtalálták a „kiskaput”. A kilenc bábu helyett tízet állítottak és nem rombusz alakban – mint a tekében –, hanem háromszögben. A pálya is rövidebb, a bábuk valamivel kisebbek lettek. A golyó nagyobb lett és három lyukat fúrtak az ujjaknak, valamint a számolást is megváltoztatták. Így alakult ki a bowling, ami a teke kettes tarolásának felel meg.
1926. június 3-án Stockholmban nemzetközi tekemérkőzés volt, s ekkor 5 ország (Finnország, Németország, Hollandia, Svédország és az Amerikai Egyesült Államok) megalakítja az IBA-t, azaz az Internationale Bowling Association-t. Azonban a csapatok létszáma (3, 5, 6, 8, 10 fő) és a versenytáv is (100, 120, 200 teli) állandóan változott. A II. világháború alatt az IBA teljesen szétesett. A háború után nem volt semmiféle nemzetközi szövetség, Ausztria mégis meghirdette 1949-ben az Európai Bajnokságot, melyen hazánk is részt vett.
1952. január 27-én Hamburgban Ausztria, Belgium, Finnország, Franciaország, az NSZK, Jugoszlávia, Svédország, Svájc és Luxemburg (amelyet Belgium képviselt) küldöttei elhatározták, hogy az IBA-t újra fel kell állítani. Ezen országok először csak európai szervezetre gondoltak. Az erős amerikai bowling hatására végül úgy döntöttek, hogy az új világméretű szervezet 2 részből áll: a tízbábus (Tenpin) bowlingból és a három kilencbábus (Ninepin) szekcióból: Asphalt, Bohle és Schere, melyben minden szekció megtartja a saját önállóságát. Az új szervezet neve a francia René Weiss javaslatára Fédération Internationale des Quilleurs (FIQ) lett. 1959-ben 17, 1969-ben 41, 1975-ben 52, 1981-ben 64, 1991-ben 79, 1995-ben 89, 2007-ben 134, 2010-ben 141 nemzeti szövetség volt tagja a szervezetnek.
1992-től a nemzetközi szövetség a francia FIQ mellett az angol nevet is használja: WNBA (World Ninepin Bowling Association). A három részes tagozódás megmarad – bohle, schere, de az asphalt szekció új neve Classic (NBC – Ninepin Bowling Classic).

## A tekézés kezdetei Magyarországon
Hazánkban már a középkorban használták a teke szót, így nevezték azt a kőgolyót, amelyet harci eszközként az ostromló vár faláról a támadó ellenségre gurítottak. Mivel a háborúban használták a tekét, szerepelt a harci gyakorlatok között is: lovagok, harcosok népszerű sportja lett a középkorban. Nehéz játék volt, mert rátermettséget, erős testi munkát, nagy figyelmet kívánt. A haditechnika fejlődésével nem igényeltek nagy fizikai kifejtést a harci gyakorlatok, így a harci játékok közül lassan eltűnt. Helyébe nálunk is a kuglizás jött.
A tatárjárás után az elnéptelenedett országba IV. Béla király által Erdélybe telepített szászok építettek először pályákat a parajdi sóbányákban termelt tükörsima sólemezek mozaikszerű összerakásával. Nagyszebenben megépültek az első tekepályák, ahol a város lakói összemérték tudásukat, ügyességüket. Ekkor még a két szélső bábu nélkül 7 fára, 3 × 3 dobásos tarolásból állt a verseny. A XIV. században egyre többen építettek kezdetleges kuglipályát. Mátyás király udvarában szintén kedvelt játék volt, noha csak néhány elemében hasonlított a mai tekéhez.
Egyes helyeken vagy betiltották a tekézést, vagy megszabták a pénzdíjak felső határát. Lipót császár rendelettel tiltotta meg a tekézést országaiban, így Magyarországon is, de, mint általában a népi játékok tilalma, nem bizonyult hatásosnak. Nálunk – a kocsmalátogatási tilalom fenntartásával – a református iskolákban a diákoknak engedélyezték a tekézést. Mátyus István orvos, az első magyar testnevelési szakíró a XVII. században a kedvelt népi játékok között említi a csűrök vagy más néven tekejátékot.
Az 1800 utáni években találkozunk a teke erdélyi bölcsőjében – Nagyszebenben – a „döngölt” pályákkal. Itt Fleischer Michel, a takács cég atyamestere és betűvető a Kigelbaum und Kigelräume című szász nyelvű brossúrájában leírja, hogy 1817-ben a várostáblán aranybetűvel kiírt Kigelmaister (tekebajnok) az évben a legtöbbet ütő Joan Konnert volt a Bayergassai Grosshausse-ból.
A fürdők bérlőinek megengedték, hogy a söntésben a sakkon kívül a tekejátékot is bevezessék. A kocsmárosok is egyre nagyobb érdeklődést tanúsítottak a tekézés iránt, s hogy a törzsvendégeket megtartsák, befedték a tekepályákat, így azokat télen is lehetett használni. Ezek a pályák még mindig házon kívül álltak. Ahol nem volt elég hely tekepálya építésére, ott honosodott meg a lengőteke.
Az aszfaltpályás tekézést, amely nálunk mint versenysport honosult meg, német munkások ismertették meg magyar társaikkal. Míg a népi „kuglizás” inkább a falvakban hódított magának teret, addig a tekesport a városi egyesületekben eresztett gyökeret. 1934. június 17-én a magyar tekézés képviselői (az Előre, a BSZKRT, a Nagytétényi Hungária és a Pesterzsébeti Petőfi) megalakítják a Keleti pályaudvarnál lévő Park szállóban a Magyar Tekézők Szövetségét (MATESZ), és egyben megalakul a Budapesti Tekézők Szövetsége is. Az országos szövetség első elnöke Somogyi Béla lett. A szabályokat az osztrákoktól vettük át. Ekkora már kialakul (nagyjából) a bábuk formája, a golyó- és a pálya mérete. Budapesten csak egyetlen szabványos kettes versenypálya volt a Westend kávéház pincéjében. A szövetség megalakulása után rohamosan szaporodni kezdtek a pályák, ezzel együtt a csapatok is. Hamarosan a Park szálló szuterénjében, a MÁVAG, a BSZKRT sporttelepén, továbbá a Kőbányai Kaszinóban épült kettes versenypálya. Vidéken különösen a szegedi tekézőknél nyilvánult meg nagyobb aktivitás, akik a MATESZ megalakulása után két héttel létrehozták a Dél-magyarországi Alszövetséget.

## A sportág magyarországi fejlődése
A magyar szövetség 1935-ben csatlakozott az IBA-hoz. Az 1936-os berlini olimpia előtt, 1934-ben egy nemzetközi tornán a Radócz Mihály, Ray István, Hullám Lőrinc, Podzerka Dezső és Vecsernyés Ferenc összetételű férfi csapatunk – nagy meglepetésre – a 3. helyet szerezte meg. A csapatverseny során a 100 telit négy pályán dobta le valamennyi induló. Az egyéni versenyben 200 telit dobtak 8 pályán. A napi versenyeket 8–10 ezer ember szurkolta végig a Deutschlandhalle stadionjában épített 36 tekepályán, a döntőket 15–18 ezer néző szurkolta végig. A férfiak egyéni-, páros- és csapat-, a hölgyek egyéni- és csapatversenyt vívtak a végső győzelmekért a fa alapra öntött aszfalt pályákon. Az 1940-ben Helsinkibe tervezett olimpiára épített csarnokban a 16 pálya felett már elektromos kijelzők voltak, de a II. világháború miatt ezt az olimpiát már nem rendezték meg.
Az első egyéni bajnokságot (még csak férfiaknak) 1938-ban írták ki. A női egyénit 1940-ben, a férfi és női párost 1973-ban, az összetett egyénit 1990-ben, a sprintet 2013-ban rendezték meg először. A csapatbajnokságokat a férfiak részére 1936, a nők részére 1948 óta rendezik meg. Az igazolt versenyzők száma az 1938-as 400 főről 1942-ben már 800-ra emelkedett, 1943 végén pedig az 1000 főt is meghaladta. A II. világháború alatt is volt csapat- és egyéni bajnokság. Az IBA égisze alatt az utolsó válogatott mérkőzést hazánk játszotta Németországgal Zwickauban 1942. október 25-én, melyen kikaptunk 132 fával.
Versenyzőinket megritkította a II. világháború, pályáink romokban hevertek vagy megsemmisültek. Amikor éppen csak megindult az élet, mozgolódni kezdtek a sportolók is. A dolgozók segítségével társadalmi munkában nekiláttak a pályák rendbehozatalának, újjáépítésének.
1946-ban Budapesten már ki lehetett írni az első csapat- és egyéni bajnokságot a férfiaknak. A 3 éves terv idején egymás után épültek az új pályák és alakultak az új egyesületek. Budapesten több igazolt versenyző volt 1947-ben, mint 1945 előtt az egész országban. Azzal, hogy Apró Antal lett a MATESZ elnöke (1948-1950), az állam belépett a sportágba. A cégeket államosították, s kötelezték arra, hogy dolgozóiknak a munka utáni kikapcsolódási, sportolási lehetőséget megteremtsék. Ehhez az anyagi feltételeket is biztosították. Ezzel hatalmas fejlődésnek indult a sportág. Szinte „gomba módra” megszaporodtak a legnagyobb részt 2 sávos, állítós, fabábus pályák, alakultak az egyesületek. A magasabb osztályú játékosok kalóriapénzt, munkaidő-kedvezményt, az egyesületek utazásaikhoz vasúti kedvezményt, edzőtáborozási lehetőséget kaptak. A legkiválóbbak sportállásokat is kaphattak. Ezután már nem csak az úri középosztály sportja volt a teke, hanem mindenkié.
Magyarország 1953-ban csatlakozott a nemzetközi szervezethez (FIQ). Átvettük a szabályokat, s a pályaméreteket. Bécsben vettünk részt 1957-ben először (a III.) világbajnokságon, ahol a férfi csapat mindjárt 2. lett. Szabó József (Bp. Előre) csapatban elért 894 fás eredménye az első magyar férfi világcsúcs. Az első női világcsúcsot 1959-ben Bautzenben a IV. világbajnokságon Ballagó Gézáné érte el 441 fával. Első egyéni világbajnokunk Szabó József (Bp. Előre) lett 1962-ben Pozsonyban. Az első női egyéni világbajnokunkra – Kristyán Zsuzsanna (Győri Lenfonó) – az 1976-os bécsi világbajnokságig kellett várnunk. Csapatban a nők lettek először (1974-ben Eppelheimben) világbajnokok.
A nőknek és a férfiaknak 100 vegyes volt a versenytáv 1970-ig. Több változtatással ekkorra alakult ki a ma is használatos eredményszámítás: a 12 játékos (hazai és vendég) által elért eredmény közül a legjobb 6 kap 1-1 csapatpontot, s a több elért fáért jár +2 pont. Így a mérkőzések végeredménye lehet 8:0, 7:1, 6:2, 5:3 vagy 4:4. 1970-től a VILATI gyártani kezdi az automata állítóberendezést, így az „állító gyerekek” hiánya megszűnik. 1975-től a férfiaknál 200 vegyesre változtatják a bajnokságot az NB I-ben. Ehhez 4 sávos pályákat kellett építeni. A pályatesteket először csehszlovák, majd hazai műgyantával öntik le, ezzel csökkentve a „hazai pálya” előnyét. A bábuk is műanyagok lettek, először NDK-beli, majd a nyugatnémet Schmidt cég bábuit használták.
1984-ben Vidács Györgynét választották az év magyar női sportolójának. A férfi válogatott világbajnoki aranyára 1986-ig (München) kellett várni, viszont itt született az első duplázás (a nők is világbajnokok lettek). Az 1989-es politikai és gazdasági változások a sportágat sem hagyták érintetlenül. Június 3-án a Szegedi Építők tekeszakosztálya az országban először pénzdíjas egyéni versenyt rendezett nők részére.
1989-ben a MATESZ-en belül létrejött a Bowling Szekció, 1996 júliusában pedig a Magyar Bowling Szövetség (MABOSZ). A MATESZ és a MABOSZ 1996 decemberében Magyar Bábusportok Szövetsége néven egyesült, de ezen belül mindkét szövetség megtartotta önállóságát. E szövetség neve 2003. április 14-e óta hivatalosan Magyar Bowling és Teke Szövetség.
Ekkor újra „szinte” teljesen átalakul a versenysport. A FIQ 2002-es határozatának megfelelően itthon is bevezetik a felnőtteknél és az ifjúságiaknál (mindkét nemnél) a 120 (4 × 30) vegyes gurítást (a serdülőknél marad a 4 fős csapat és a 100 (2 × 50) vegyes). Az eredményszámítás is változik: a 30 vegyesben több fát elért játékos kap 1-1 „szettpontot”. Ha egyenlő fát érnek el, fél-fél pontot kapnak a játékosok. A 120 végén dől el a csapatpont kérdése: az arány lehet 4:0, 3,5:0,5, 3:1, 2,5:1,5, vagy 2:2. (Aki 2,5 szettpontot ér el, már megkapja a csapatpontot – függetlenül a fa-eredménytől). Így a mérkőzés végeredménye is a félpontokkal változik. A pályatest is „lemezes” lett, a bábuk hasonlítanak a bowling bábukhoz. A kijelzőkön mindenki számára látható az óra, mely a 12 perces játékidőt számolja visszafelé. Ezen kívül méri a golyó sebességét, pályánként viszi automatikusan az összfát és a szett-pontokat. Az első belépésnél automatikusan adja a sárga lapot, a továbbiaknál a sárga-pirosat és a leütött bábut nem adja az eredményhez. 2015-től a VILATI a kijelzők helyett a játéktér elején a pálya felett nagyméretű monitoron jeleníti meg mindazt, amit a kijelzők tudnak.
2015. május 23-án a VI. Csapat-világbajnokság (Speichersdorf) döntője előtt jelentette be az NBC elnöke, hogy a Nemzetközi Teke Szövetség „Hírességek Csarnoka” első tagja Csányi Béla, minden idők egyik legeredményesebb versenyzője, edzője.

## Világversenyeken elért érmes helyezéseink

### Felnőttek
1949-ben nem hivatalos Európa-bajnokságot rendeztek, majd 1956-tól 1964-ig már hivatalosakat. Világbajnokságokat 1953-tól, világkupát pedig 1989-től rendeznek. 2005 óta a csapat- és az egyéni világbajnokságot már nem azonos időben és helyszínen, hanem eltérő években rendezik. 1936-ban 100 teli, majd 2002-ig a férfiaknak 200, a nőknek 100 vegyes, 2004-től mindkét nemnek 120 (4 × 30) vegyes a versenytáv.
* az Esemény oszlopban: VB=világbajnokság, EB=Európa-bajnokság, VK=világkupa
| Év   | Esemény | Helyszín            | Érem  | Név | Versenyszám     | Fa   |
| ---- | ------- | ------------------- | ----- | --- | --------------- | ---- |
| 1949 | EB      | Bécs                | arany | Habran Júlia | női egyéni      | 368  |
| 1949 | EB      | Bécs                | ezüst | Huzián Anna | női egyéni      | 365  |
| 1949 | EB      | Bécs                | ezüst | Bertalan Zoltán, Villám Sándor, Escher Alajos, Pásti Vilmos, id. Kiricsi József, Kovács István, Palotai László, Ónozó István                                       | férfi csapat    | 6429 |
| 1949 | EB      | Bécs                | ezüst | Poór József | férfi egyéni    | 860  |
| 1949 | EB      | Bécs                | bronz | Ónozó István | férfi egyéni    | 846  |
| 1956 | EB      | Erfurt              | bronz | Gyenes Sándorné, Kiss Józsefné, Barnoki Erzsébet, Ballagó Gézáné, Vörös Józsefné, Wanczel Sándorné                                                                 | női csapat      | 2257 |
| 1957 | VB      | Bécs                | ezüst | Brachmann János, Bubori István, Escher Alajos, Gyebrovszky György, Révész Jenő, Szabó József                                                                       | férfi csapat    | 5000 |
| 1957 | VB      | Bécs                | bronz | Huzián Anna, Kiss Józsefné, Molnár Emma, Oláh Anna, Schrett Gyuláné, Vojna Anna                                                                                    | női csapat      | 2188 |
| 1958 | EB      | München             | ezüst | Ballagó Gézáné, Molnár Emma, Nádas Kálmánné, Oláh Anna, Soós Györgyné, Wanczel Sándorné                                                                            | női csapat      | 2364 |
| 1958 | EB      | München             | bronz | Gyebrovszky György, Révész Jenő, Szabó József, Szalai József, Varga József, Várfalvi Gyula                                                                         | férfi csapat    | 5099 |
| 1959 | VB      | Bautzen             | ezüst | Ballagó Gézáné, Kuzma Erzsébet, Schrett Gyuláné, Soós Györgyné, Vajda Jenőné, Wanczel Sándorné                                                                     | női csapat      | 2422 |
| 1959 | VB      | Bautzen             | ezüst | Balogh Mátyás, Brachmann János, Gyebrovszky György, Rákos József, Szabó József, Várfalvi Gyula                                                                     | férfi csapat    | 5185 |
| 1959 | VB      | Bautzen             | ezüst | Ballagó Gézáné | női egyéni      | 846  |
| 1959 | VB      | Bautzen             | bronz | Soós Györgyné | női egyéni      | 844  |
| 1960 | EB      | Zágráb              | bronz | Vajda Jenőné, Sós Gyuláné, Schrett Gyuláné, Nádas Kálmánné, Wanczel Sándorné, Ballagó Gézáné                                                                       | női csapat      | 2364 |
| 1962 | VB      | Pozsony             | arany | Szabó József | férfi egyéni    | 1815 |
| 1962 | VB      | Pozsony             | ezüst | Rákos József, Kratochwill József, Várfalvi Gyula, Varga József, Varga Miklós, Révész Jenő, Szabó József                                                            | férfi csapat    | 5248 |
| 1962 | VB      | Pozsony             | bronz | Nádas Kálmánné | női egyéni      | 849  |
| 1964 | EB      | Budapest            | arany | Hável Ernőné, Schrett Gyuláné, Steckl Teréz, Sallai Mátyásné, dr. Szamosszegi Béláné, Nádas Kálmánné                                                               | női csapat      | 2425 |
| 1964 | EB      | Budapest            | ezüst | Szabó József | férfi egyéni    | 1886 |
| 1964 | EB      | Budapest            | bronz | Varga Miklós–Szabó József | férfi páros     | 1823 |
| 1966 | VB      | Bukarest            | bronz | Hável Ernőné, Kiss Györgyné, Nádas Kálmánné, Sallai Mátyásné, Schrett Gyuláné, Tóth Gyuláné                                                                        | női csapat      | 2302 |
| 1968 | VB      | Linz                | bronz | Kiss Györgyné–Nádas Kálmánné | női páros       | 858  |
| 1970 | VB      | Bolzano             | bronz | Rákos József, Horváth József, Boros Endre, Csányi Béla, Kiss Imre, Tősi Pál                                                                                        | férfi csapat    | 5197 |
| 1972 | VB      | Split               | ezüst | Hursán Zsófia | női egyéni      | 1303 |
| 1974 | VB      | Eppelheim           | arany | Holczer Lászlóné, Tóth Katalin, Csaba Erzsébet, Vati Ágnes, Hursán Zsófia, Tompa Györgyné                                                                          | női csapat      | 2449 |
| 1976 | VB      | Bécs                | arany | Holczer Lászlóné, Vad Gyuláné, Kristyán Zsuzsa, Tompa Györgyné, Megyesi Lászlóné, Várnai Éva, Süli Józsefné (Farkas Ilona)                                         | női csapat      | 2438 |
| 1976 | VB      | Bécs                | arany | Kristyán Zsuzsa | női egyéni      | 1270 |
| 1976 | VB      | Bécs                | ezüst | Vad Gyuláné | női egyéni      | 1268 |
| 1976 | VB      | Bécs                | ezüst | Megyesi Lászlóné–Kristyán Zsuzsa | női páros       | 825  |
| 1976 | VB      | Bécs                | bronz | Holczer Lászlóné–Vad Gyuláné | női páros       | 819  |
| 1976 | VB      | Bécs                | bronz | Csányi Béla, Mészáros József, Varga Miklós, Révész János, Sütő László, Scher József                                                                                | férfi csapat    | 5143 |
| 1976 | VB      | Bécs                | bronz | Csányi Béla | férfi egyéni    | 2690 |
| 1978 | VB      | Luzern              | arany | Kristyán Zsuzsa | női egyéni      | 1347 |
| 1978 | VB      | Luzern              | ezüst | Csányi Béla, Sütő László, Tornyosi Lajos, Nagy László, Makkai Miklós, Mészáros József                                                                              | férfi csapat    | 5385 |
| 1978 | VB      | Luzern              | ezüst | Csányi Béla | férfi egyéni    | 2782 |
| 1980 | VB      | Mangalia Nord       | arany | Csányi Béla–Makkai Miklós | férfi páros     | 1864 |
| 1980 | VB      | Mangalia Nord       | arany | Csányi Béla | férfi egyéni    | 2862 |
| 1980 | VB      | Mangalia Nord       | ezüst | Holczer Lászlóné, Berinkey Lászlóné, Vad Gyuláné, Ábrahám Mária, Kristyán Zsuzsa, Megyesi Lászlóné                                                                 | női csapat      | 2517 |
| 1980 | VB      | Mangalia Nord       | ezüst | Csányi Béla, Makkai Miklós, Nagy László, Németh Lajos, Mészáros József, Tornyosi Lajos                                                                             | férfi csapat    | 5453 |
| 1982 | VB      | Brno                | arany | Csányi Béla–Mészáros József | férfi páros     | 1824 |
| 1982 | VB      | Brno                | arany | Csányi Béla | férfi egyéni    | 2810 |
| 1984 | VB      | Ljubljana           | arany | Kovácsné Kiss Erika, Vad Gyuláné, Lőrinczné Nashitz Katalin, Vidács Györgyné, Némethné Kristyán Zsuzsa, Kovácsné Grampsch Ágota                                    | női csapat      | 2573 |
| 1984 | VB      | Ljubljana           | arany | Vidács Györgyné | női egyéni      | 1370 |
| 1984 | VB      | Ljubljana           | ezüst | Kovácsné Grampsch Ágota | női egyéni      | 1341 |
| 1984 | VB      | Ljubljana           | ezüst | Csányi Béla | férfi egyéni    | 2842 |
| 1984 | VB      | Ljubljana           | bronz | Vidács Györgyné–Némethné Kristyán Zsuzsa | női páros       | 906  |
| 1986 | VB      | München             | arany | Vidács Györgyné, Németh Istvánné, Kovácsné Kiss Erika, Kovácsné Grampsch Ágota, Lőrinczné Nashitz Katalin, Szenczi Judit                                           | női csapat      | 2568 |
| 1986 | VB      | München             | arany | Csányi Béla, Mészáros József, Németh Lajos, Makkai Miklós, Pete László, Mráz László, Nagy László                                                                   | férfi csapat    | 5578 |
| 1986 | VB      | München             | arany | Lőrinczné Nashitz Katalin–Hudomiet Ferencné | női páros       | 887  |
| 1986 | VB      | München             | arany | Csányi Béla | férfi egyéni    | 2909 |
| 1986 | VB      | München             | ezüst | Vidács Györgyné–Németh Istvánné | női páros       | 877  |
| 1986 | VB      | München             | ezüst | Németh Istvánné | női egyéni      | 1330 |
| 1986 | VB      | München             | ezüst | Mészáros József–Németh Lajos | férfi páros     | 1898 |
| 1986 | VB      | München             | ezüst | Makkai Miklós | férfi egyéni    | 2863 |
| 1986 | VB      | München             | bronz | Csányi Béla–Makkai Miklós | férfi páros     | 1892 |
| 1988 | VB      | Budapest            | arany | Csányi Béla, Mészáros József, Németh Lajos, Makkai Miklós, Mráz László, Madák Pál, Nagy László                                                                     | férfi csapat    | 5453 |
| 1988 | VB      | Budapest            | arany | Török Marianna | női egyéni      | 1314 |
| 1988 | VB      | Budapest            | ezüst | Hudomiet Ferencné–Kovácsné Grampsch Ágota | női páros       | 875  |
| 1988 | VB      | Budapest            | ezüst | Vecseri Erika | női egyéni      | 1302 |
| 1988 | VB      | Budapest            | ezüst | Csányi Béla | férfi egyéni    | 2763 |
| 1988 | VB      | Budapest            | bronz | Mészáros József | férfi egyéni    | 2743 |
| 1989 | VK      | Steyr               | arany | Csányi Béla | férfi egyéni    | 947  |
| 1990 | VB      | Innsbruck           | arany | Kovácsné Grampsch Ágota | női egyéni      | 461  |
| 1990 | VB      | Innsbruck           | arany | Vidács Györgyné | női összetett   | 1368 |
| 1990 | VB      | Innsbruck           | arany | Csányi Béla | férfi egyéni    | 978  |
| 1990 | VB      | Innsbruck           | arany | Csányi Béla | férfi összetett | 2912 |
| 1990 | VB      | Innsbruck           | ezüst | Nagy László, Mészáros József, Mráz László, Csányi Béla, Madák Pál, Németh Lajos, Makkai Miklós                                                                     | férfi csapat    | 5515 |
| 1990 | VB      | Innsbruck           | ezüst | Vidács Györgyné–Török Mariann | női páros       | 927  |
| 1990 | VB      | Innsbruck           | ezüst | Csányi Béla–Németh Lajos | férfi páros     | 1932 |
| 1990 | VB      | Innsbruck           | bronz | Vecseri Erika, Szőke Zsuzsanna, Drajkó Imréné, Vidács Györgyné, Török Marianna, Kovácsné Grampsch Ágota, Fehér Andrea                                              | női csapat      | 2550 |
| 1990 | VB      | Innsbruck           | bronz | Nagy László–Mészáros József | férfi páros     | 1897 |
| 1991 | VK      | Budapest            | arany | Mészáros József | férfi egyéni    | 944  |
| 1991 | VK      | Budapest            | arany | Mészáros József | férfi összetett | 1944 |
| 1992 | VB      | Pozsony             | ezüst | Kovácsné Grampsch Ágota–Bíró Zsuzsa | női páros       | 901  |
| 1992 | VB      | Pozsony             | ezüst | Szabó Sándor–Mészáros József | férfi páros     | 1933 |
| 1992 | VB      | Pozsony             | bronz | Csányi Béla–Németh Lajos | férfi páros     | 1925 |
| 1992 | VK      | Tomaszów Mazowiecki | bronz | Madák Pál | férfi egyéni    |      |
| 1993 | VK      | Zágráb              | bronz | Török Marianna | női egyéni      |      |
| 1993 | VK      | Zágráb              | bronz | Török Marianna | női összetett   | 1523 |
| 1994 | VB      | Ludwigshafen        | arany | Kovácsné Grampsch Ágota | női összetett   | 1458 |
| 1994 | VB      | Ludwigshafen        | ezüst | Herczegné Vajda Gabriella, Vecseri Erika, Sebestyén Andrea, Bíró Zsuzsanna, Török Marianna, Kovácsné Grampsch Ágota                                                | női csapat      | 2668 |
| 1994 | VB      | Ludwigshafen        | ezüst | Török Marianna | női egyéni      | 479  |
| 1994 | VB      | Ludwigshafen        | ezüst | Csányi Béla | férfi összetett | 3035 |
| 1994 | VB      | Ludwigshafen        | bronz | Bíró Zsuzsanna–Török Marianna | női páros       | 944  |
| 1994 | VB      | Ludwigshafen        | bronz | Kovácsné Grampsch Ágota | női egyéni      | 478  |
| 1994 | VB      | Ludwigshafen        | bronz | Bíró Zsuzsanna | női összetett   | 1437 |
| 1995 | VK      | Blansko             | arany | Kovácsné Grampsch Ágota | női egyéni      |      |
| 1995 | VK      | Blansko             | bronz | Makkai Miklós | férfi egyéni    |      |
| 1996 | VB      | Prága               | arany | Kovácsné Grampsch Ágota–Vecseri Erika | női páros       | 966  |
| 1996 | VB      | Prága               | arany | Kovácsné Grampsch Ágota | női egyéni      | 502  |
| 1996 | VB      | Prága               | arany | Kovácsné Grampsch Ágota | női összetett   | 1478 |
| 1996 | VB      | Prága               | ezüst | Herczegné Vajda Gabriella, Vecseri Erika, Bíró Zsuzsanna, Drajkó Imréné, Török Marianna, Kovácsné Grampsch Ágota, Sebestyén Andrea, Szabó Mónika                   | női csapat      | 2780 |
| 1996 | VK      | Bécs                | ezüst | Kovácsné Grampsch Ágota | női egyéni      | 357  |
| 1996 | VK      | Bécs                | bronz | Mészáros József | férfi egyéni    | 382  |
| 1998 | VB      | Celje               | arany | Vecseri Erika–Kovácsné Grampsch Ágota | női páros       | 977  |
| 1998 | VB      | Celje               | ezüst | Vecseri Erika, Herczegné Vajda Gabriella, Bíró Zsuzsanna, Tóthné Danka Mónika, Török Marianna, Kovácsné Grampsch Ágota, Juhász Gabriella                           | női csapat      | 2826 |
| 1998 | VB      | Celje               | ezüst | Pintér György | férfi egyéni    | 1046 |
| 1998 | VK      | Pozsony             | bronz | Török Marianna | női egyéni      | 471  |
| 2000 | VB      | Poznań              | bronz | Vecseri Erika | női összetett   | 1479 |
| 2001 | VK      | Budapest            | arany | Szabó Mónika–Mészáros József | vegyes páros    | 1475 |
| 2001 | VK      | Budapest            | ezüst | Mészáros József | férfi egyéni    | 1022 |
| 2001 | VK      | Budapest            | bronz | Szabó Mónika | női egyéni      | 453  |
| 2002 | VB      | Eszék               | arany | Kakuk Levente–Kovács Gábor | férfi páros     | 2032 |
| 2002 | VB      | Eszék               | bronz | Miklós Nóra | női egyéni      | 2826 |
| 2002 | VB      | Eszék               | bronz | Kakuk Levente | férfi összetett | 3094 |
| 2004 | VB      | Brassó              | arany | Kovács Gábor, Kakuk Levente, Kiss Norbert, Fehér László, Karsai László, Farkas Sándor, Botházy Péter                                                               | férfi csapat    | 3769 |
| 2004 | VB      | Brassó              | ezüst | Kovácsné Grampsch Ágota, Rubinszki Rita, Miklós Nóra, Csongrádi Gyöngyi, Bogoly Andrea, Baracsi Ágnes                                                              | női csapat      | 3321 |
| 2004 | VB      | Brassó              | ezüst | Kovácsné Grampsch Ágota–Miklós Nóra | női páros       | 1167 |
| 2005 | VB      | Újvidék             | ezüst | Kovács Gábor, Németh Csongor, Kiss Norbert, Kakuk Levente, Hergéth Zoltán, Karsai László, Lampert Péter                                                            | férfi csapat    | 3602 |
| 2005 | VK      | Celje               | bronz | Miklós Nóra | női egyéni      | 549  |
| 2006 | VB      | Szkopje             | arany | Miklós Nóra | női egyéni      | 581  |
| 2006 | VB      | Szkopje             | ezüst | Karsai László | férfi egyéni    | 573  |
| 2007 | VB      | Kassa               | arany | Farkas Sándor, Kakuk Levente, Hergéth Zoltán, Kiss Norbert, Németh Csongor, Kovács Gábor, Karsai László, Zapletan Zsombor                                          | férfi csapat    | 3756 |
| 2007 | VK      | Klagenfurt          | bronz | Karsai László | férfi egyéni    | 610  |
| 2008 | VB      | Banja Luka          | arany | Kovács Gábor | férfi sprint    |      |
| 2008 | VB      | Banja Luka          | arany | Kiss Norbert | férfi összetett | 898  |
| 2008 | VB      | Banja Luka          | ezüst | Csongrádi Gyöngyi–Karsai László | vegyes páros    |      |
| 2008 | VB      | Banja Luka          | bronz | Kiss Norbert | férfi egyéni    | 657  |
| 2008 | VB      | Banja Luka          | bronz | Kovács Gábor | férfi összetett | 889  |
| 2009 | VB      | Dettenheim          | bronz | Kakuk Levente, Nemes Attila, Karsai László, Kiss Tamás, Farkas Sándor, Kovács Gábor, Hergéth Zoltán                                                                | férfi csapat    | 3802 |
| 2009 | VK      | Fiume               | bronz | Kiss Norbert | férfi egyéni    | 609  |
| 2010 | VB      | Récény              | arany | Nemes Attila | férfi sprint    |      |
| 2010 | VB      | Récény              | ezüst | Nemes Attila | férfi összetett | 869  |
| 2010 | VB      | Récény              | bronz | Drajkó Gabriella | női összetett   | 800  |
| 2010 | VB      | Récény              | bronz | Boanta Claudiu | férfi sprint    |      |
| 2010 | VB      | Récény              | bronz | Farkas Sándor | férfi egyéni    | 566  |
| 2011 | VB      | Szarajevó           | arany | Csongrádi Gyöngyi, Sajermann Nóra, Tímár Edina, Airizer Emese, Méhész Anita, Zenger Nikolett, Némethné Katona Bea                                                  | női csapat      | 3542 |
| 2011 | VB      | Szarajevó           | ezüst | Kiss Tamás, Kakuk Levente, Kiss Norbert, Boanta Claudiu, Karsai László, Farkas Sándor, Zapletan Zsombor, Németh Csongor                                            | férfi csapat    | 3885 |
| 2011 | VK      | Tallinn             | bronz | Drajkó Gabriella | női egyéni      | 555  |
| 2011 | VK      | Tallinn             | bronz | Drajkó Gabriella–Nemes Attila | vegyes páros    | 1175 |
| 2012 | VB      | Leszno              | arany | Kiss Norbert | férfi sprint    |      |
| 2012 | VB      | Leszno              | ezüst | Sajermann Nóra–Kiss Tamás | vegyes páros    |      |
| 2012 | VB      | Leszno              | bronz | Kiss Norbert | férfi összetett | 907  |
| 2013 | VB      | Zalaegerszeg        | arany | Fegyveres Petra, Sajermann Nóra, Tímár Edina, Nemes Irén, Méhész Anita, Sáfrány Anita, Némethné Katona Bea, Nemes-Juhász Gabriella, Airizer Emese, Zenger Nikolett | női csapat      | 3526 |
| 2013 | VB      | Zalaegerszeg        | arany | Boanta Claudiu, Kakuk Levente, Kiss Tamás, Zapletan Zsombor, Karsai László, Nemes Attila, Kiss Norbert, Farkas Sándor, Fehér Zoltán Flavius, Botházy Péter         | férfi csapat    | 4012 |
| 2013 | VK      | Zalaegerszeg        | arany | Méhész Anita–Kiss Norbert | csapat          | 1187 |
| 2013 | VK      | Zalaegerszeg        | ezüst | Méhész Anita | női egyéni      | 521  |
| 2013 | VK      | Zalaegerszeg        | ezüst | Kiss Norbert | férfi egyéni    | 572  |
| 2014 | VB      | Brno                | arany | Tímár Edina–Kiss Norbert | vegyes páros    |      |
| 2014 | VB      | Brno                | arany | Kakuk Levente | férfi egyéni    | 725  |
| 2014 | VB      | Brno                | arany | Kiss Tamás | férfi összetett | 955  |
| 2014 | VB      | Brno                | ezüst | Méhész Anita | női sprint      | 234  |
| 2014 | VB      | Brno                | ezüst | Méhész Anita | női összetett   | 859  |
| 2014 | VB      | Brno                | ezüst | Kiss Tamás | férfi egyéni    | 656  |
| 2015 | VB      | Speichersdorf       | bronz | Kakuk Levente, Zapletan Zsombor, Rudolf Balázs, Kiss Tamás, Nemes Attila, Kiss Norbert, Karsai László, Boanta Claudiu                                              | férfi csapat    | 3848 |
| 2015 | VK      | Hirschau            | arany | Kiss Norbert | férfi egyéni    | 694  |
| 2015 | VK      | Hirschau            | arany | Méhész Anita, Kiss Norbert | csapat          | 1309 |
| 2015 | VK      | Hirschau            | ezüst | Méhész Anita | női egyéni      | 592  |
| 2016 | VB      | Novigrad            | ezüst | Tímár Edina | női összetett   | 866  |
| 2016 | VB      | Novigrad            | ezüst | Kiss Norbert | férfi egyéni    | 657  |
| 2016 | VB      | Novigrad            | ezüst | Sáfrány Anita–Karsai László | vegyes páros    |      |
| 2017 | VB      | Dettenheim          | ezüst | Kakuk Levente, Boanta Claudiu, Zapletan Zsombor, Fehér Zoltán Flavius, Farkas Sándor, Kiss Norbert, Karsai László, Kovács Gábor, Brancsek János                    | férfi csapat    | 3861 |
| 2017 | VK      | Straubing           | bronz | Sáfrány Anita | női egyéni      | 574  |
| 2018 | VB      | Kolozsvár           | ezüst | Méhész Anita | női egyéni      | 594  |
| 2018 | VB      | Kolozsvár           | bronz | Méhész Anita | női sprint      |      |
| 2019 | VB      | Rokycany            | ezüst | Csongrádi Gyöngyi, Tóth Andrea, Hári Boglárka, Simon Petra, Sass Edit, Méhész Anita, Sáfrány Anita, Tóth Katalin                                                   | női csapat      | 3665 |
| 2019 | VB      | Rokycany            | bronz | Kakuk Levente, Karsai László, Brancsek János, Zapletan Zsombor, Kiss Tamás, Kiss Norbert, Móricz Zoltán                                                            | férfi csapat    | 3900 |
| 2019 | VK      | Přerov              | arany | Méhész Anita | női egyéni      | 690  |

### Ifjúságiak (U23)
1969-től 1981-ig rendeztek Európa-bajnokságot, világbajnokságot 1983 óta, világkupát 1999 óta rendeznek.
| Év   | Esemény | Helyszín           | Érem  | Név | Versenyszám     | Fa   |
| ---- | ------- | ------------------ | ----- | --- | --------------- | ---- |
| 1971 | EB      | Galați             | arany | Csányi Béla | férfi egyéni    | 1760 |
| 1971 | EB      | Galați             | ezüst | Bognár Margit | női egyéni      | 804  |
| 1973 | EB      | Přerov             | arany | Tornyosi Lajos, Bencze János, Bertha Sándor, Nagy László, Révész János, Csányi Béla                                                 | férfi csapat    | 5110 |
| 1973 | EB      | Přerov             | arany | Csányi Béla–Révész János | férfi páros     | 1756 |
| 1973 | EB      | Přerov             | arany | Csányi Béla | férfi egyéni    | 2659 |
| 1973 | EB      | Přerov             | ezüst | Vati Ágnes | női egyéni      | 1210 |
| 1973 | EB      | Přerov             | bronz | Tóth Katalin, Bíró Erzsébet, Csaba Erzsébet, Dunai Ilona, Vati Ágnes, Nagy Gáborné                                                  | női csapat      | 2274 |
| 1973 | EB      | Přerov             | bronz | Vati Ágnes–Nagy Gáborné | női páros       | 763  |
| 1975 | EB      | Budapest           | arany | Szunyogh László, Bali József, Sági Tibor, Madák Pál, Nagy László, Nyitrai György                                                    | férfi csapat    | 5054 |
| 1975 | EB      | Budapest           | ezüst | Nagy Gáborné, Dömötör Valéria, Tóth Katalin, Várnai Éva, Kristyán Zsuzsanna, Megyesi Lászlóné                                       | női csapat      | 2412 |
| 1977 | EB      | Zágráb             | arany | Sági Tibor–Nagy László | férfi páros     | 1796 |
| 1979 | EB      | Augsburg           | bronz | Ábrahám Mária | női egyéni      | 1215 |
| 1979 | EB      | Augsburg           | bronz | Almay Lászlóné–Ábrahám Mária | női páros       | 793  |
| 1981 | EB      | Bécs               | bronz | Grampsch Ágota, Hankó Zsuzsa, Török Mariann, Vargáné H. Angéla, Lakos Erzsébet, Berinkey Lászlóné                                   | női csapat      | 2381 |
| 1981 | EB      | Bécs               | bronz | Lakos Erzsébet–Török Mariann | női páros       | 826  |
| 1983 | VB      | Poreč              | ezüst | Grampsch Ágota–Kovácsné Kiss Erika                                                                                                  | női páros       | 831  |
| 1983 | VB      | Poreč              | bronz | Grampsch Ágota, Hudomiet Ferencné, Kovácsné Kiss Erika, Szőke Zsuzsanna, Beck Gáborné, Garai Gabriella                              | női csapat      | 2385 |
| 1983 | VB      | Poreč              | bronz | Kalmár Csaba, Albert László, Pete László, Molnár Ferenc, Rendes Miklós, Karsai Ferenc                                               | férfi csapat    | 5161 |
| 1983 | VB      | Poreč              | bronz | Grampsch Ágota | női egyéni      | 1245 |
| 1985 | VB      | Frankfurt am Main  | arany | Kovácsné Kiss Erika–Hudomiet Ferencné                                                                                               | női páros       | 889  |
| 1985 | VB      | Frankfurt am Main  | ezüst | Kovácsné Kiss Erika | női egyéni      | 1363 |
| 1987 | VB      | Ingelheim am Rhein | ezüst | Pete Zsolt–Hermán Tibor | férfi páros     | 1782 |
| 1987 | VB      | Ingelheim am Rhein | bronz | Gyurgyik Vera, Vörös Gyöngyi, Szabó Lídia, Wittmann Viktória, Pocsainé Molnár Zsuzsa, Csonka Zsuzsanna                              | női csapat      | 2457 |
| 1989 | VB      | Celje              | ezüst | Hermán Tibor, Nógrádi Gyula, Korpácsi László, Nagy Lajos, Hergéth János, Fehér László, Gollovitzer Dezső                            | férfi csapat    | 5234 |
| 1989 | VB      | Celje              | bronz | Herczegné Vajda Gabriella, Csonka Zsuzsanna, Fodor Gabriella, Ferenci Éva, Fehér Andrea, Pocsainé Molnár Zsuzsanna, Zacsovics Ágnes | női csapat      | 2463 |
| 1989 | VB      | Celje              | bronz | Fodor Gabriella–Zacsovics Ágnes | női páros       | 852  |
| 1991 | VB      | Linz               | arany | Ferenci Éva, Sebestyén Andrea, Ótott Katalin, Zacsovics Ágnes, Krecsenszki Annamária, Bálintné Fodor Gabriella                      | női csapat      | 2546 |
| 1991 | VB      | Linz               | arany | Bálintné Fodor Gabriella | női egyéni      | 486  |
| 1991 | VB      | Linz               | arany | Bálintné Fodor Gabriella | női összetett   | 1381 |
| 1991 | VB      | Linz               | arany | Fehér László | férfi egyéni    | 963  |
| 1991 | VB      | Linz               | ezüst | Ferenci Éva–Sebestyén Andrea | női páros       | 863  |
| 1991 | VB      | Linz               | bronz | Hergéth János, Labancz Imre, Varga Imre, Brancsek János, Nagy Lajos, Fehér László, Hergéth Zoltán                                   | férfi csapat    | 5211 |
| 1991 | VB      | Linz               | bronz | Sebestyén Andrea | női összetett   | 1322 |
| 1993 | VB      | Budapest           | ezüst | Sebestyén Andrea, Fogarasi Ildikó, Ótott Katalin, Zacsovics Ágnes                                                                   | női csapat      | 1714 |
| 1993 | VB      | Budapest           | ezüst | Zacsovics Ágnes | női összetett   | 442  |
| 1993 | VB      | Budapest           | ezüst | Hergéth Zoltán | férfi összetett | 868  |
| 1993 | VB      | Budapest           | bronz | Kovács Antal, Hergéth Zoltán, Takács Gábor, Nagy Lajos                                                                              | férfi csapat    | 3498 |
| 1993 | VB      | Budapest           | bronz | Sebestyén Andrea | női összetett   | 430  |
| 1995 | VB      | Vajdahunyad        | arany | Juhász Gabriella | női egyéni      | 486  |
| 1995 | VB      | Vajdahunyad        | bronz | Lovász Krisztina, Fodor Annamária, Farkas Krisztina, Kormányos Edina, Juhász Gabriella, Simonffy Tímea                              | női csapat      | 2594 |
| 1997 | VB      | Tőketerebes        | ezüst | Fodor Annamária–Miklós Nóra | női páros       | 877  |
| 1997 | VB      | Tőketerebes        | bronz | Lovász Krisztina, Monostori Edit, Fodor Annamária, Juhász Gabriella, Miklós Nóra, Farkas Krisztina                                  | női csapat      | 2567 |
| 1999 | VB      | Opava              | ezüst | Bogoly Andrea | női összetett   | 1379 |
| 1999 | VB      | Opava              | bronz | Lovász Krisztina, Bogoly Andrea, Fodor Annamária, Juhász Gabriella, Horváth Valéria, Miklós Nóra                                    | női csapat      | 2663 |
| 1999 | VB      | Opava              | bronz | Hacker Dezső, Kakuk Levente, Németh Csongor, Lapat Krisztián, Botházy Péter, Kovács Gábor                                           | férfi csapat    | 5540 |
| 2000 | VK      | Erstein            | arany | Csongrádi Gyöngyi | női egyéni      | 486  |
| 2000 | VK      | Erstein            | bronz | Csongrádi Gyöngyi–Németh Csongor | vegyes páros    | 1474 |
| 2001 | VB      | Koper              | bronz | Kakuk Levente–Németh Csongor | férfi páros     | 1925 |
| 2002 | VK      | Brunn am Gebirge   | arany | Kakuk Levente | férfi egyéni    | 1006 |
| 2002 | VK      | Brunn am Gebirge   | arany | Takács Anita–Kakuk Levente | vegyes páros    | 1430 |
| 2002 | VK      | Brunn am Gebirge   | bronz | Takács Anita | női egyéni      | 424  |
| 2003 | VB      | Augsburg           | arany | Kakuk Levente–Kiss Norbert | férfi páros     | 1239 |
| 2003 | VB      | Augsburg           | ezüst | Baracsi Ágnes–Mátyás Szilvia | női páros       | 1125 |
| 2003 | VB      | Augsburg           | bronz | Drajkó Gabriella, Monostori Edit, Mátyás Szilvia, Takács Anita, Katona Beáta, Baracsi Ágnes, Suhai Éva, Kaszás Krisztina            | női csapat      | 3273 |
| 2003 | VB      | Augsburg           | bronz | Takács Anita | női sprint      |      |
| 2003 | VB      | Augsburg           | bronz | Baracsi Ágnes | női egyéni      | 552  |
| 2003 | VB      | Augsburg           | bronz | Kakuk Levente | férfi egyéni    | 590  |
| 2003 | VB      | Augsburg           | bronz | Kakuk Levente | férfi összetett | 1787 |
| 2003 | VK      | Bressanone         | bronz | Fodor Szilárd | férfi egyéni    | 562  |
| 2005 | VB      | Náchod             | ezüst | Batki Tamás, Kovács Péter, Bíró Norbert, Bozsonyik Gergő, Kiss Tamás, Zapletan Zsombor                                              | férfi csapat    | 3521 |
| 2005 | VB      | Náchod             | ezüst | Zapletan Zsombor–Kovács Péter | férfi páros     | 1237 |
| 2005 | VB      | Náchod             | ezüst | Kovács Péter | férfi egyéni    | 633  |
| 2005 | VB      | Náchod             | bronz | Kovács Péter | férfi összetett | 1852 |
| 2005 | VK      | Celje              | ezüst | Baracsi Ágnes–Kiss Tamás | vegyes páros    | 1171 |
| 2006 | VB      | Bolzano            | arany | Baracsi Ágnes–Batki Tamás | vegyes páros    |      |
| 2006 | VK      | Hallein            | bronz | Méhész Anita | női egyéni      | 548  |
| 2007 | VK      | Celje              | arany | Drajkó Gabriella | női egyéni      | 570  |
| 2007 | VK      | Celje              | bronz | Drajkó Gabriella–Kiss Tamás | vegyes páros    | 1194 |
| 2008 | VB      | Zára               | arany | Rudolf Balázs | férfi sprint    |      |
| 2008 | VK      | Gostyń             | ezüst | Fegyveres Petra–Zapletan Zsombor | vegyes páros    | 1189 |
| 2010 | VB      | Fiume              | ezüst | Sass Edit | női sprint      |      |
| 2010 | VB      | Fiume              | bronz | Sajermann Nóra–Zenger Nikolett | női páros       |      |
| 2011 | VK      | Tallinn            | ezüst | Sajermann Nóra | női egyéni      | 574  |
| 2012 | VB      | Bautzen            | arany | Ritter Tamás–Vörös Milán | férfi páros     |      |
| 2012 | VB      | Bautzen            | ezüst | Nemes Irén | női egyéni      | 567  |
| 2012 | VB      | Bautzen            | ezüst | Kozma Károly | férfi sprint    |      |
| 2012 | VB      | Bautzen            | bronz | Nemes Irén | női összetett   | 1127 |
| 2012 | VB      | Bautzen            | bronz | Horváth Katalin–Kozma Károly | vegyes páros    |      |
| 2014 | VB      | Brno               | ezüst | ifj. Horváth Péter, Babos Tamás, Móricz Zoltán, Bíró Patrik, Pintér Károly, Brancsek János, Tóth Áron                               | férfi csapat    | 3769 |
| 2014 | VB      | Brno               | ezüst | Babos Tamás–Móricz Zoltán | férfi páros     |      |
| 2014 | VB      | Brno               | bronz | Hegedűs Anita–Nagy Beatrix | női páros       |      |
| 2014 | VB      | Brno               | bronz | Brancsek János | férfi egyéni    | 648  |
| 2014 | VB      | Brno               | bronz | Brancsek János | férfi összetett | 1297 |
| 2015 | VK      | Hirschau           | bronz | Brancsek János | férfi egyéni    | 601  |
| 2016 | VB      | Novigrad           | arany | Tóth Dorottya, Hegedűs Anita, Hári Boglárka, Tóbiás Anett, Nagy Beatrix, Tóth Katalin, Soltész Katalin, Fekete Ágnes                | női csapat      | 3460 |
| 2016 | VB      | Novigrad           | bronz | Nagy Beatrix–Tóth Dorottya | női páros       |      |
| 2016 | VB      | Novigrad           | bronz | Brancsek János–Molnár Pál | férfi páros     |      |
| 2018 | VB      | Kolozsvár          | arany | Farkas Ádám | férfi egyéni    | 659  |
| 2018 | VB      | Kolozsvár          | bronz | Tóth Katalin | női egyéni      | 607  |
| 2018 | VB      | Kolozsvár          | bronz | Tóbiás Anett–Tóth Katalin | női páros       |      |
| 2018 | VB      | Kolozsvár          | bronz | Farkas Ádám | férfi összetett | 1274 |
| 2023 | VK      | Rijeka             | bronz | Hári Boglárka | női egyéni      | 602  |

### Serdülők (U18)
1993-tól 1995-ig rendeztek Európa-bajnokságot (egyet már 1981-ben az ifjúsági Eb-vel együtt is), világbajnokságot 1996 óta, világkupát 1997 óta rendeznek.
| Év   | Esemény | Helyszín       | Érem  | Név                                                                           | Versenyszám     | Fa   |
| ---- | ------- | -------------- | ----- | ----------------------------------------------------------------------------- | --------------- | ---- |
| 1981 | EB      | Bécs           | bronz | Kiss Mária                                                                    | női egyéni      | 1148 |
| 1981 | EB      | Bécs           | bronz | Krámli László                                                                 | férfi egyéni    | 1171 |
| 1993 | EB      | Eppelheim      | ezüst | Juhász Gabriella–Lovász Krisztina                                             | női páros       | 633  |
| 1993 | EB      | Eppelheim      | ezüst | Kovács János–Szőke Gábor                                                      | férfi páros     | 687  |
| 1993 | EB      | Eppelheim      | bronz | Lovász Krisztina                                                              | női egyéni      | 328  |
| 1994 | EB      | Bolzano        | bronz | Juhász Gabriella, Lovász Krisztina, Végh Jácint, Hacker Dezső                 | vegyes csapat   | 2588 |
| 1994 | EB      | Bolzano        | bronz | Végh Jácint–Hacker Dezső                                                      | férfi páros     | 893  |
| 1995 | EB      | Klagenfurt     | bronz | Varga Gabriella–Verner Adrienn                                                | női páros       | 869  |
| 1996 | VB      | Pozsony        | ezüst | Fodor Annamária, Verner Adrienn, Bogoly Andrea, Monostori Edit                | női csapat      | 1627 |
| 1996 | VB      | Pozsony        | ezüst | Fodor Annamária – Verner Adrienn                                              | női páros       | 804  |
| 1996 | VB      | Pozsony        | ezüst | Fodor Annamária                                                               | női összetett   | 1239 |
| 1996 | VB      | Pozsony        | bronz | Kotroczó Zoltán–Botházy Péter                                                 | férfi páros     | 820  |
| 1997 | VK      | Hagenwerder    | ezüst | Botházy Péter                                                                 | férfi egyéni    |      |
| 1997 | VK      | Hagenwerder    | bronz | Monostori Edit                                                                | női egyéni      |      |
| 2001 | VK      | Pozsony        | ezüst | Bíró Norbert                                                                  | férfi egyéni    | 452  |
| 2001 | VK      | Pozsony        | ezüst | Baracsi Ágnes–Bíró Norbert                                                    | vegyes páros    | 435  |
| 2002 | VB      | Osterhofen     | ezüst | Takács Anita–Venter Adrienn                                                   | női páros       | 911  |
| 2002 | VB      | Osterhofen     | ezüst | Takács Anita                                                                  | női összetett   | 1362 |
| 2002 | VB      | Osterhofen     | ezüst | Kiss Tamás, Bozsonyik Gergő, Kovács Gábor, Bíró Norbert                       | férfi csapat    | 1792 |
| 2002 | VB      | Osterhofen     | bronz | Venter Adrienn, Kaszás Krisztina, Drajkó Gabriella, Takács Anita              | női csapat      | 1738 |
| 2003 | VK      | Marosvásárhely | bronz | Venter Adrienn–Járfás Szilárd                                                 | vegyes páros    | 431  |
| 2004 | VB      | Bolesławiec    | arany | Hűvös Zsolt                                                                   | férfi sprint    |      |
| 2004 | VB      | Bolesławiec    | bronz | Kovács Gábor                                                                  | férfi egyéni    | 585  |
| 2006 | VB      | Szarajevó      | ezüst | Kisházi Norbert–Hűvös Zsolt                                                   | férfi páros     | 1150 |
| 2006 | VB      | Szarajevó      | bronz | Ragadics Zsuzsanna                                                            | női egyéni      | 542  |
| 2007 | VB      | Kassa          | ezüst | Sass Edit                                                                     | női sprint      |      |
| 2007 | VB      | Kassa          | bronz | Sajermann Nóra                                                                | női egyéni      | 581  |
| 2008 | VK      | Zára           | arany | Sajermann Nóra–Németh László                                                  | vegyes páros    | 1145 |
| 2009 | VB      | Dettenheim     | arany | Dévényi Dániel                                                                | férfi egyéni    | 670  |
| 2009 | VB      | Dettenheim     | ezüst | Kuklis Adrienn, Sörös Dóra, Tóth Dorottya, Sajermann Nóra, Nagy Beatrix       | női csapat      | 2318 |
| 2009 | VB      | Dettenheim     | ezüst | Nagy Beatrix–Bíró Patrik                                                      | vegyes páros    |      |
| 2011 | VB      | Szarajevó      | arany | Tóth Dorottya                                                                 | női egyéni      | 616  |
| 2011 | VB      | Szarajevó      | bronz | Tóth Dorottya                                                                 | női összetett   | 1151 |
| 2012 | VK      | Bautzen        | arany | Hegedűs Anita                                                                 | női egyéni      | 610  |
| 2012 | VK      | Bautzen        | bronz | Hegedűs Anita–Farkas Ádám                                                     | vegyes páros    | 1114 |
| 2012 | VK      | Bautzen        | bronz | Hegedűs Anita, Farkas Ádám                                                    | csapat          | 2303 |
| 2013 | VB      | Zalaegerszeg   | arany | Tóth Katalin                                                                  | női egyéni      | 622  |
| 2013 | VB      | Zalaegerszeg   | arany | Tóth Katalin                                                                  | női összetett   | 1216 |
| 2013 | VB      | Zalaegerszeg   | ezüst | Brancsek János, Nagy Gergő, ifj. Horváth Péter, Farkas Ádám, Czeilinger Gábor | férfi csapat    | 2342 |
| 2013 | VB      | Zalaegerszeg   | bronz | Nagy Gergő                                                                    | férfi sprint    |      |
| 2013 | VB      | Zalaegerszeg   | bronz | Brancsek János                                                                | férfi összetett | 1213 |
| 2014 | VK      | Brno           | arany | Tóth Katalin–Brancsek János                                                   | vegyes páros    | 1210 |
| 2014 | VK      | Brno           | bronz | Tóth Katalin, Brancsek János                                                  | csapat          | 2384 |
| 2015 | VB      | Speichersdorf  | bronz | Házi Márk–Lendvai András                                                      | férfi páros     |      |
| 2015 | VB      | Speichersdorf  | bronz | Tóth Katalin–Lendvai András                                                   | vegyes páros    |      |
| 2017 | VB      | Dettenheim     | bronz | Ivanyik Richárd–Németh Máté                                                   | férfi páros     |      |
| 2019 | VB      | Rokycany       | arany | Jezsoviczki Anna                                                              | női sprint      |      |

## Klubcsapatok részére tartott kupákban elért érmes helyezéseink

### Világkupa
Férfiak részére 1969, nők részére (magyar javaslatra) 1973 óta írják ki (1988-ig Bajnokcsapatok Európa-kupája volt a neve), az országos bajnokok indulhatnak benne.
| Év   | Helyszín        | Érem  | Csapat               | Név | Fa     |
| ---- | --------------- | ----- | -------------------- | --- | ------ |
| 1975 | Pozsony         | ezüst | BKV Előre SC         | Rákos József, Deáky Attila, Kiss István, Scher József, Tősi Pál, Mede Lajos                                                               | 10 266 |
| 1976 | Přerov          | ezüst | Ferencvárosi TC      | Sallai Mátyásné, Németh Rozália, Várnai Éva, Nádas Kálmánné, Szilassy Tiborné, Németh Angéla, Gazdag Judit                                | 4667   |
| 1977 | Olomouc         | arany | Ferencvárosi TC      | Csányi Béla, Dénes László, Nagy László, Horváth József, Bencze János, Sütő László                                                         | 10 923 |
| 1978 | Maribor         | bronz | Ferencvárosi TC      | Decsi Jolán, Németh Angéla, Heinz Mária, Darázsi Józsefné, Szilassy Tiborné, Sallai Mátyásné                                              | 4652   |
| 1978 | Maribor         | ezüst | Ferencvárosi TC      | Csányi Béla, Dénes László, Horváth József, Nagy László, Sütő László, Bencze János                                                         | 10 387 |
| 1979 | Budapest        | ezüst | Ferencvárosi TC      | Csányi Béla, Bali József, Horváth József, Nagy László, Sütő László, Bencze János                                                          | 10 483 |
| 1980 | Pozsony         | ezüst | Ferencvárosi TC      | Hankó György, Matiszlovics Tibor, Sütő László, Horváth József, Bencze János, Csányi Béla                                                  | 10 671 |
| 1981 | Bruneck         | ezüst | Ferencvárosi TC      | Németh Angéla, Hankó Zsuzsa, Szilassy Erika, Szilassy Tiborné, Szenczi Judit, Sallai Mátyásné                                             | 4895   |
| 1981 | Bruneck         | ezüst | BKV Előre SC         | Rákos József, Mészáros József, Bíró Róbert, Deáky Attila, Scher József, Tornyosi Lajos                                                    | 10 651 |
| 1982 | Celje           | bronz | Ferencvárosi TC      | Csányi Béla, Matiszlovics Tibor, Kiss István, Bencze János, Karsai Ferenc, Sütő László                                                    | 10 784 |
| 1983 | Plankstadt      | bronz | Ferencvárosi TC      | Tóth Lné, Decsi Jolán, Hankó Zsuzsa, Németh Angéla, Sallai Mátyásné, Szenczi Judit, Gerzsai Éva                                           | 4904   |
| 1983 | Plankstadt      | bronz | BKV Előre SC         | Rákos József, Mészáros József, Bíró Róbert, Deáky Attila, Scher József, Madák Pál, Botházy Ferenc                                         | 10 780 |
| 1985 | Zágráb          | bronz | Szegedi EOL-DÉLÉP SE | Kovácsné Kiss Erika, Lőrinczné Nashitz Katalin, Sáfrány Mihályné, Ohátné Szombathelyi Erzsébet, Bödőné Mracskó Annamária, Rendes Miklósné | 5062   |
| 1985 | Zágráb          | bronz | BKV Előre SC         | Rákos József, Deáky Attila, Scher József, Madák Pál, Pete László, Mészáros József                                                         | 10 929 |
| 1986 | Szeged          | ezüst | Szegedi EOL-DÉLÉP SE | Kovácsné Kiss Erika, Sáfrány Mihályné, Lőrinczné Nashitz Katalin, Vidács Györgyné, Bödőné Mracskó Annamária, Szabó Lídia                  | 4978   |
| 1987 | Eperjes         | ezüst | Szeged SC            | Lőrinczné Nashitz Katalin, Szabó Lídia, Csonka Zsuzsanna, Cserhalmi Julianna, Vecseriné Kis Erika, Vidács Györgyné                        | 4884   |
| 1987 | Eperjes         | bronz | BKV Előre SC         | Rákos József, Deáky Attila, Pete Zsolt, Madák Pál, Pete László, Mészáros József                                                           | 10 597 |
| 1988 | Bolzano         | arany | Szegedi Építők       | Vecseri Erika, Cserhalmi Julianna, Sáfrány Mihályné, Csonka Zsuzsanna, Vidács Györgyné, Török Marianna, Bödőné Mracskó Annamária          | 5071   |
| 1988 | Bolzano         | bronz | BKV Előre SC         | Scher József, Deáky Attila, Pete Zsolt, Madák Pál, Pete László, Mészáros József                                                           | 10 891 |
| 1989 | Bécs            | bronz | Szegedi Építők       | Vecseri Erika, Huszkáné Szabó Lídia, Sáfrány Mihályné, Csonka Zsuzsanna, Vidács Györgyné, Török Marianna, Bödőné Mracskó Annamária        | 4987   |
| 1989 | Bécs            | ezüst | BKV Előre SC         | Kovács Antal, Deáky Attila, Pete Zsolt, Madák Pál, Molnár Ferenc, Mészáros József, Bíró Béla                                              | 10 665 |
| 1990 | Ludwigshafen    | arany | Szegedi Építők       | Sáfrány Mihályné, Krecsenszki Annamária, Bödőné Mracskó Annamária, Török Mariann, Vidács Györgyné, Csonka Zsuzsanna                       | 2604   |
| 1991 | Pozsony         | ezüst | BKV Előre SC         | Törökné Ferenczi Éva, Drajkó Imréné, Sebestyén Andrea, Bíró Zsuzsanna, Zacsovics Ágnes, Kovácsné Grampsch Ágota                           | 2599   |
| 1992 | Szeged          | ezüst | Ferencvárosi TC      | Vecseri Erika, Sallainé Hankó Zsuzsa, Demeter Melinda, Szilassy Erika, Fehér Andrea, Szenczi Judit                                        | 2556   |
| 1992 | Szeged          | bronz | BKV Előre SC         | Deáky Attila, Rákos József, Kovács Antal, Pete László, Mészáros József, Pete Zsolt                                                        | 5548   |
| 1993 | Plankstadt      | arany | BKV Előre SC         | Sebestyén Andrea, Bíró Zsuzsanna, Zacsovics Ágnes, Kovácsné Grampsch Ágota (4 fős csapatokkal)                                            | 1792   |
| 1994 | Celje           | arany | Szegedi ESK          | Sáfrány Mihályné, Pocsainé Molnár Zsuzsanna, Bödőné Mracskó Annamária, Török Mariann, Vidács Györgyné, Bozó Melinda                       | 2592   |
| 1996 | Budapest        | arany | Szegedi ESK          | Sáfrány Mihályné, Pocsainé Molnár Zsuzsanna, Fodor Annamária, Török Mariann, Vidács Györgyné, Bozó Melinda                                | 2540   |
| 1997 | Augsburg        | arany | Ferencvárosi TC      | Varga Gabriella, Vecseri Erika, Tóthné Danka Mónika, Szilassy Erika, Fehér Andrea, Kovácsné Grampsch Ágota, Szenczi Judit                 | 2648   |
| 1997 | Augsburg        | ezüst | BKV Előre SC         | Hitter István, Bíró Béla, Klak János, Pete I László, Pete II László, Mészáros József, Deáky Attila                                        | 5552   |
| 1998 | Augsburg        | ezüst | BKV Előre SC         | Hitter István, Bíró Béla, Bábel Roland, Pete I László, Pete II László, Mészáros József, Deáky Attila                                      | 5583   |
| 2000 | Bolzano         | ezüst | Ferencvárosi TC      | Csongrádi Gyöngyi, Szabó Mónika, Wittmann Viktória, Bíró Zsuzsanna, Juhász Gabriella, Fehér Andrea, Bozó Melinda                          | 2715   |
| 2001 | Viernheim       | arany | Ferencvárosi TC      | Csongrádi Gyöngyi, Szabó Mónika, Wittmann Viktória, Bíró Zsuzsanna, Juhász Gabriella, Fehér Andrea, Bozó Melinda                          | 2866   |
| 2002 | Vajdahunyad     | bronz | Ferencvárosi TC      | Csongrádi Gyöngyi, Szabó Mónika, Wittmann Viktória, Bíró Zsuzsanna, Juhász Gabriella, Fehér Andrea, Bozó Melinda                          | 2708   |
| 2003 | Blansko, Přerov | bronz | Ferencvárosi TC      | Csuka Zsanett, Szabó Mónika, Bíró Zsuzsanna, Juhász Gabriella, Fehér Andrea, Bozó Melinda, Wittmann Viktória, Fegyveres Petra             | 3370   |
| 2003 | Blansko, Přerov | bronz | Szegedi TE           | Kiss Norbert, Mihajlovic Franja, Földesi Zsolt, Karsai László, Fekete László, Bóta Ervin                                                  | 3582   |
| 2004 | Eppelheim       | arany | Ferencvárosi TC      | Csuka Zsanett, Szabó Mónika, Bíró Zsuzsanna, Juhász Gabriella, Fehér Andrea, Bozó Melinda                                                 | 3383   |
| 2004 | Eppelheim       | ezüst | Szegedi TE           | Kiss Norbert, Kakuk Levente, Bódi Tibor, Karsai László, Fekete László, Bóta Ervin                                                         | 3560   |
| 2005 | Zólyombrézó     | ezüst | BKV Előre SC         | Takács Anita, Drajkó Gabriella, Drajkó Imréné, Fodor Annamária, Farkas Sándorné, Farkas Krisztina                                         | 3255   |
| 2005 | Nagysáros       | arany | Szegedi TE           | Kiss Norbert, Kakuk Levente, Fekete László, Karsai László, Kovács Gábor, Zapletan Zsombor, Bódi Tibor                                     | 3352   |
| 2006 | Diakovár        | bronz | BKV Előre SC         | Drajkó Gabriella, Takács Anita, Farkas Krisztina, Fodor Annamária, Drajkó Imréné, Farkas Sándorné, Vonnák Noémi                           | 3206   |
| 2006 | Eszék           | arany | Szegedi TE           | Kiss Norbert, Kakuk Levente, Fekete László, Karsai László, Kovács Gábor, Zapletan Zsombor, Földesi Zsolt                                  | 3630   |
| 2008 | Récény          | ezüst | Szegedi TE           | Kis Zsolt , Kakuk Levente, Karsai László, Földesi Zsolt, Kiss Norbert, Fekete László                                                      | 3639   |
| 2009 | Budapest        | ezüst | Szegedi TE           | Kis Zsolt , Kakuk Levente, Karsai László, Földesi Zsolt, Kiss Norbert, Fekete László                                                      | 3696   |
| 2012 | Augsburg        | arany | Szegedi TE           | Zapletan Zsombor, Ernyesi Róbert , Szél Tibor, Kiss Norbert, Karsai László, Kakuk Levente                                                 | 3642   |
| 2014 | Hard, Koblach   | ezüst | Szegedi TE           | Zapletan Zsombor, Ernyesi Róbert, Kakuk Levente, Fehér Béla, Kiss Norbert, Karsai László                                                  | 3810   |
| 2015 | Topolya         | ezüst | Rákoshegyi VSE       | Méhész Anita, Sáfrány Anita, Harcos Ágnes, Fegyveres Petra, Fekete Ágnes, Sajermann Nóra, Rózsa Drajkó Gabriella, Tóbiás Anett            | 3420   |
| 2016 | Bolzano         | ezüst | Rákoshegyi VSE       | Fegyveres Petra, Rózsa Drajkó Gabriella, Sáfrány Anita, Méhész Anita, Harcos Ágnes, Tóth Katalin                                          | 3349   |
| 2017 | Blansko         | arany | Zalaegerszegi TK     | Fehér Zoltán Flavius, Farkas Sándor, Boanta Claudiu, Járfás Szilárd, Nemes Attila, Rudolf Balázs                                          | 3755   |
| 2019 | Ludwigshafen    | bronz | Szegedi TE           | Brancsek János, Loncsárevity Adrián , Karsai László, Kiss Norbert, Rácz Róbert, Szél Tibor                                                | 3621   |
| 2022 | München         | bronz | Zalaegerszegi TK     | Borsos Bence, Farkas Ádám, Fehér Zoltán, Kakuk Levente, Mazzag Dávid, Nemes Attila, Pintér Károly                                         | 3811   |

### Európa-kupa
Férfiak részére 1966, nők részére 1979 óta írják ki (1988-ig Duna-kupa volt a neve), az országos bajnokságok második helyezettjei indulhatnak benne (1969-ig, amíg nem indult el a BEK, a bajnokcsapatok indultak). A kupát magyar kezdeményezésre alapították mind a férfiak, mind a nők részére. 1983-ig csak osztrák, csehszlovák és magyar csapatok vettek részt, utána a német és jugoszláv csapatok is bekapcsolódtak, 1989 óta pedig minden ország indulhat.
| Év   | Helyszín        | Érem  | Csapat                  | Név | Fa     |
| ---- | --------------- | ----- | ----------------------- | --- | ------ |
| 1966 | körmérkőzés     | ezüst | Ferencvárosi TC         | Garbás Gusztáv, Horváth József, Antal József, Hack Dezső, Harcz Árpád, Várfalvi Gyula                                          | 5 pont |
| 1967 | körmérkőzés     | ezüst | Ferencvárosi TC         | Várfalvi Gyula, Horváth József, Antal József, Harcz Árpád, Szota, Hack Dezső                                                   | 6 pont |
| 1968 | körmérkőzés     | ezüst | Ferencvárosi TC         | Várfalvi Gyula, Horváth József, Harcz Árpád, Antal József, Horváth József, Garbás Gusztáv                                      | 6 pont |
| 1970 | körmérkőzés     | ezüst | Ferencvárosi TC         | Várfalvi Gyula, Staffa Károly, Horváth József, Hack Dezső, Harcz Árpád, Csányi Béla                                            | 7 pont |
| 1971 | körmérkőzés     | arany | Csepel SC               | Nagy, Antal, Török, Medgyesi, Tusai, Kiss                                                                                      | 8 pont |
| 1972 | körmérkőzés     | ezüst | MOM SC                  | Ács Ferenc, Nagy L., Németh J., Dénes László, Klenota J., Varga J., Rádai I.                                                   | 6 pont |
| 1973 | körmérkőzés     | ezüst | BKV Előre SC            | Mede Lajos, Rákos József, Deáky Attila, Tornyosi Lajos, Kiss István, Scher József                                              | 7 pont |
| 1974 | körmérkőzés     | arany | BKV Előre SC            | Mede Lajos, Rákos József, Deáky Attila, Tősi Pál, Kiss István, Scher József                                                    | 8 pont |
| 1975 | körmérkőzés     | arany | Ferencvárosi TC         | Csányi Béla, Bencze János, Horváth József, Dénes László, Ronkay Ede, Sütő László                                               | 8 pont |
| 1976 | körmérkőzés     | arany | Ferencvárosi TC         | Csányi Béla, Sütő László, Horváth József, Bencze János, Dénes László, Matiszlovits Tibor, Nagy László                          | 9 pont |
| 1977 | körmérkőzés     | arany | Pápai Vasas             | Makkai Miklós, Horváth József, Varga Miklós, Tekán István, Fodor András, Léránt Ferenc, Szabó Jenő                             | 9 pont |
| 1978 | körmérkőzés     | arany | BKV Előre SC            | Rákos József, Mede Lajos, Kövér László, Deáky Attila, Bíró Róbert, Kiss István, Scher József                                   | 8 pont |
| 1979 | körmérkőzés     | arany | Szegedi EOL AK          | Révészné, Ábrahám Mária, Gombos, Szombathelyi, Tompa Györgyné, dr. Szamosszegi Béláné                                          | 9 pont |
| 1979 | körmérkőzés     | arany | DÉLÉP SC                | Révész, Sötét, Dencsik, Bernáth, Lázár, Deák, Karsai Ferenc                                                                    | 7 pont |
| 1980 | körmérkőzés     | arany | Kőbányai Porcelán SK    | Holczer Lászlóné, Fekete Gyuláné, Kurucziné, Nagy Gézáné, Vad Gyuláné, Orosz Sándorné                                          | 7 pont |
| 1980 | körmérkőzés     | ezüst | Pápai Vasas             | Makkai Miklós, Horváth József, Fodor András, Váradi, Sági Tibor, Léránt Ferenc, Horváth                                        | 6 pont |
| 1981 | körmérkőzés     | arany | Kőbányai Porcelán SK    | Holczer Lászlóné, Fekete Gyuláné, Kurucziné, Gerencsérné, Czéró Ildikó, Gazsó Ferencné, Harangozóné                            | 7 pont |
| 1981 | körmérkőzés     | arany | Ferencvárosi TC         | Csányi Béla, Sütő László, Horváth József, Bencze János, Holczer László, Kiss J., Matiszlovits Tibor                            | 9 pont |
| 1982 | körmérkőzés     | arany | BKV Előre SC            | Szőke Zsuzsa, Grampsch Ágota, Szabó Éva, Almay Lászlóné, Pete Lászlóné, Garai Gabriella, Juhász Mihályné                       | 9 pont |
| 1982 | körmérkőzés     | arany | BKV Előre SC            | Rákos József, Deáky Attila, Scher József, Botházy Ferenc, Mészáros József, Bíró Róbert                                         | 9 pont |
| 1983 | körmérkőzés     | arany | BKV Előre SC            | Drajkó Imréné, Szőke Zsuzsanna, Kovácsné Grampsch Ágota, Boda Istvánné, Kiss Antalné, Pete Lászlóné, Berinkey Lászlóné         | 9 pont |
| 1983 | körmérkőzés     | arany | Ferencvárosi TC         | Csányi Béla, Matiszlovits Tibor, Holczer László, Sütő László, Bencze János, Karsai Ferenc, Dénes László                        | 9 pont |
| 1984 | Budapest        | arany | BKV Előre SC            | Szőke Zsuzsa, Pete Lászlóné, Drajkó Imréné, Fülöpné T. M., Boda Istvánné, Kovácsné Grampsch Ágota                              | 2522   |
| 1984 | Budapest        | ezüst | Ferencvárosi TC         | Csányi Béla, Matiszlovits Tibor, Holczer László, Sütő László, Bencze János, Dénes László                                       | 5153   |
| 1985 | Regensburg      | arany | Ferencvárosi TC         | Tóthné Szilassy Erika, Szenczi Judit, Decsi Jolán, Sallainé Hankó Zsuzsa, Sallai Mátyásné, Németh Angéla                       | 2568   |
| 1987 | Blansko         | arany | BKV Előre SC            | Boda Istvánné, Maszlay Lajosné, Pete Lászlóné, Szőke Zsuzsa, Török Marianna, Kovácsné Grampsch Ágota                           | 2523   |
| 1988 | Cirkvenica      | arany | BKV Előre SC            | Ferenczi Éva, Boda Istvánné, Pete Lászlóné, Zacsovics Ágnes, Szőke Zsuzsanna, Drajkó Imréné                                    | 5039   |
| 1989 | München         | arany | Ferencvárosi TC         | Tóth Lászlóné, Wittmann Viktória, Danka Mónika, Hankó Zsuzsa, Szenczi Judit, Fehér Andrea, Sallai Mátyásné                     | 2686   |
| 1990 | Budapest        | arany | Ferencvárosi TC         | Szilassy Erika, Vecseri Erika, Fehér Andrea, Szenczi Judit, Hankó Zsuzsa, Czéró Ildikó, Wittmann Viktória                      | 2590   |
| 1991 | Pozsony         | arany | Ferencvárosi TC         | Szilassy Erika, Wittmann Viktória, Szenczi Judit, Sallainé Hankó Zsuzsa, Demeter Melinda, Fehér Andrea                         | 2630   |
| 1992 | Marosvásárhely  | arany | BKV Előre SC            | Törökné Ferenczi Éva, Drajkó Imréné, Sebestyén Andrea, Bíró Zsuzsanna, Kovácsné Grampsch Ágota, Zacsovics Ágnes, Pete Lászlóné | 2615   |
| 1993 | Bécs            | bronz | Szegedi ESK             | Sáfrány Mihályné, Török Marianna, Bödőné Mracskó Annamária, Vidács Györgyné (4 fős csapatokkal)                                | 1653   |
| 1994 | Zágráb          | ezüst | BKV Előre SC            | Maszlay Lajosné, Farkas Krisztina, Drajkó Imréné, Törökné Ferenczi Éva, Perepatics Józsefné, Zacsovics Ágnes                   | 2424   |
| 1995 | Bamberg         | arany | Ferencvárosi TC         | Szilassy Erika, Szenczi Judit, Lovász Krisztina, Danka Mónika, Juhász Gabriella, Fehér Andrea, Kovácsné Grampsch Ágota         | 2590   |
| 1996 | Celje           | arany | Ferencvárosi TC         | Szilassy Erika, Szenczi Judit, Tóthné Danka Mónika, Juhász Gabriella, Fehér Andrea, Kovácsné Grampsch Ágota, Lovász Krisztina  | 2581   |
| 1997 | Vajdahunyad     | arany | BKV Előre SC            | Maszlay Lajosné, Pajer Tímea, Bíró Zsuzsanna, Farkas Krisztina, Drajkó Imréné, Perepatics Józsefné, Bogoly Andrea              | 2607   |
| 1998 | Klagenfurt      | bronz | BKV Előre SC            | Maszlay Lajosné, Pajer Tímea, Bíró Zsuzsanna, Farkas Krisztina, Drajkó Imréné, Siklódi Erika, Bogoly Andrea                    | 2613   |
| 1999 | Salzburg        | arany | BKV Előre SC            | Maszlay Lajosné, Pajer Tímea, György Melinda, Farkas Krisztina, Drajkó Imréné, Siklódi Erika, Bogoly Andrea, Fodor Annamária   | 2731   |
| 2000 | Szkopje         | ezüst | BKV Előre SC            | Hacker Dezső, Farkas Sándor, Mészáros József, Kovács Gábor, Gergely Ernő, Pete László                                          | 5459   |
| 2001 | Târgoviște      | ezüst | Szegedi TE              | Bódi Tibor, Korcsmarek István, Fehér László, Kiss Norbert, Karsai László, Fekete László, Zeljko Kristulovic, Földesi Zsolt     | 5566   |
| 2002 | Přerov          | ezüst | BKV Előre SC            | Maszlay Lajosné, Takács Anita, Farkas Krisztina, Drajkó Imréné, Farkas Sándorné, Bogoly Andrea, Fodor Annamária                | 2744   |
| 2003 | Eszék, Diakovár | bronz | BKV Előre SC            | Hacker Dezső, Farkas Sándor, Mészáros József, Bozsonyik Gergely, Gergely Ernő, Pete László                                     | 3430   |
| 2004 | Budapest        | ezüst | BKV Előre SC            | Takács Anita, Drajkó Gabriella, Farkas Krisztina, Drajkó Imréné, Bogoly Andrea, Fodor Annamária                                | 3272   |
| 2004 | Budapest        | arany | Zalaegerszegi TK        | Fehér László, Nemes Attila, Járfás Szilárd, Boanta Claudiu, Kovács Gábor, Kiss Tamás                                           | 3464   |
| 2005 | Hard            | ezüst | Ferencvárosi TC         | Csongrádi Gyöngyi, Bíró Zsuzsanna, Szabó Mónika, Fegyveres Petra, Wittmann Viktória, Bozó Melinda, Kackstädter Beáta           | 3183   |
| 2005 | Koblach         | arany | Zalaegerszegi TK        | Fehér László, Nemes Attila, Járfás Szilárd, Boanta Claudiu, Farkas Sándor, Kiss Tamás                                          | 3563   |
| 2006 | Vajdahunyad     | bronz | Zalaegerszegi TK        | Kiss Tamás, Németh Csongor, Nemes Attila, Fehér László, Boanta Claudiu, Farkas Sándor, Járfás László, Járfás Szilárd           | 3421   |
| 2007 | Augsburg        | ezüst | Szegedi TE              | Kovács Gábor, Kakuk Levente, Fekete László, Kovács Antal, Karsai László, Kiss Norbert, Lampert Péter                           | 3598   |
| 2008 | Zágráb          | arany | Zalaegerszegi TK        | Bese Dumitru , Fehér Zoltán Flavius, Boanta Claudiu, Kiss Tamás, Farkas Sándor, Nemes Attila, Németh Csongor                   | 3559   |
| 2009 | Szkopje         | arany | Zalaegerszegi TK        | Boanta Claudiu, Fehér Zoltán Flavius, Németh Csongor, Kiss Tamás, Farkas Sándor, Nemes Attila, Bese Dumitru , Pintér Gábor     | 3675   |
| 2010 | Split           | ezüst | Szegedi TE              | Kakuk Levente, Szél Tibor , Pete László, Kis Zsolt , Karsai László, Kovács Péter, Kiss Norbert                                 | 3567   |
| 2011 | Bolzano         | arany | Ferencvárosi TC         | Csongrádi Gyöngyi, Fegyveres Petra, Ballók Csilla, Kaszás Krisztina, Sáfrány Anita, Szabó Mónika, Ulelay Emília                | 3329   |
| 2011 | Bolzano         | arany | Szegedi TE              | Kakuk Levente, Szél Tibor , Karsai László, Ernyesi Róbert , Kovács Péter, Kiss Norbert                                         | 3709   |
| 2012 | Apatin          | ezüst | Ferencvárosi TC         | Szabó Mónika, Majzik Andrea, Csongrádi Gyöngyi, Ballók Csilla, Peténé Bruszt Krisztina, Fegyveres Petra, Sáfrány Anita         | 3402   |
| 2012 | Apatin          | arany | Zalaegerszegi TK        | Fehér Zoltán Flavius, Farkas Sándor, Boanta Claudiu, Járfás Szilárd, Fehér László, Kiss Tamás, Nemes Attila                    | 3778   |
| 2013 | Augsburg        | arany | Rákoshegyi VSE          | Fodor Annamária, Fegyveres Petra, Rózsa Drajkó Gabriella, Sajermann Nóra, Harcos Ágnes, Méhész Anita, Tímár Edina              | 3213   |
| 2013 | Augsburg        | arany | Szegedi TE              | Kakuk Levente, Zapletan Zsombor, Szél Tibor , Karsai László, Fehér Béla, Kiss Norbert                                          | 3621   |
| 2014 | Varasd          | arany | Zalaegerszegi TK        | Kozma Károly, Fehér Zoltán Flavius, Farkas Sándor, Nemes Attila, Járfás Szilárd, Fehér László, Pintér Károly                   | 3583   |
| 2015 | Straubing       | ezüst | Zalaegerszegi TE-ZÁÉV   | Kovács Dóra, Csurgai Anita, Mátyás Szilvia, Airizer Emese, Gál Henrietta, Szabó Márta                                          | 3378   |
| 2016 | Topolya         | bronz | Zalaegerszegi TK        | Kozma Károly, Farkas Sándor, Fehér Zoltán Flavius, Járfás Szilárd, Pintér Károly, Nemes Attila                                 | 3549   |
| 2017 | Hirschau        | bronz | Zalaegerszegi TE-ZÁÉV   | Hegedűs Anita, Szabó Márta, Kovács Dóra, Nemes-Juhász Gabriella, Airizer Emese, Mátyás Szilvia                                 | 3375   |
| 2017 | Hirschau        | bronz | Szegedi TE              | Fehér Béla, Szél Tibor, Karsai László, Kiss Norbert, Márton János, Jovan Ćalić                                                 | 3643   |
| 2018 | Szarajevó       | ezüst | Rákoshegyi VSE          | Csongrádi Gyöngyi, Fekete Ágnes, Rózsa Drajkó Gabriella, Bogoly Andrea, Tóth Katalin, Harcos Ágnes, Soltész Katalin            | 3259   |
| 2018 | Szarajevó       | bronz | Szegedi TE              | Jovan Ćalić , Szél Tibor, Brancsek János, Danóczy Richárd, Ernyesi Norbert , Karsai László                                     | 3645   |
| 2019 | Varasd          | arany | Rákoshegyi VSE          | Csongrádi Gyöngyi, Sajermann Nóra, Bogoly Andrea, Simon Petra, Soltész Katalin, Mátyás Viola, Rózsa Drajkó Gabriella           | 3360   |
| 2022 | München         | ezüst | Zengő Alföld Szegedi TE | Jovetic Milan , Karsai László, Kiss Norbert, Kozma Károly, Szél Tibor , Zapletán Zsombor                                       | 3943   |

### NBC-kupa
2002 óta írják ki, az országos bajnokságok harmadik, vagy további helyezettjei indulhatnak benne.
| Év   | Helyszín     | Érem  | Csapat                 | Név | Fa   |
| ---- | ------------ | ----- | ---------------------- | --- | ---- |
| 2002 | Schkopau     | ezüst | Köfém SC               | Hudi Zsófia, Balogh Erika, Lovász Krisztina, Simon Lászlóné, Kummerné Zsóka Henriett, Baracsi Ágnes, Csomai Rita                | 2501 |
| 2003 | Szarajevó    | arany | BKV Előre SC           | Maszlay Lajosné, Drajkó Gabriella, Farkas Krisztina, Drajkó Imréné, Bogoly Andrea, Fodor Annamária                              | 3173 |
| 2005 | Maglaj       | ezüst | Zalaegerszegi TE-ZÁÉV  | Simonffy Tímea, Szabó Márta, Airizer Emese, Csurgai Anita, Horváth Katalin, Miklós Nóra                                         | 3116 |
| 2005 | Teslić       | arany | BKV Előre SC           | Mészáros József, Kinka Gábor, Bozsonyik Gergő, Gergely Ernő, Pete László, Hacker Dezső, Rendes Ádám, Tóbiás János, Bíró Béla    | 3508 |
| 2006 | Zalaegerszeg | bronz | Ferencvárosi TC        | Szabó Mónika, Tót Enikő, Venter Adrienn, Kackstädter Beáta, Kiss Melinda, Bíró Zsuzsanna, Szemes Krisztina, Wittmann Viktória   | 3140 |
| 2007 | Augsburg     | arany | Köszolg SC Kiskunhalas | Bódi Tibor, Zavarkó Vilmos , Tóth Bagi József, Fodor Szilárd, Fehér Zoltán Flavius, Kállai Zoltán, Kovács Péter                 | 3663 |
| 2008 | Zágráb       | arany | Ferencvárosi TC        | Csongrádi Gyöngyi, Fegyveres Petra, Szabó Mónika, Venter Adrienn, Siklódi Erika, Tót Enikő, Ulelay Emília                       | 3342 |
| 2009 | Apatin       | ezüst | Ferencvárosi TC        | Batki Tamás, Tóth Zoltán, Hergéth Zoltán, Aranyosi László, Kovács Antal, Botházy Péter, Danóczy Richárd, Rendes Ádám            | 3648 |
| 2010 | Split        | bronz | Köfém SC               | Hegedűs Anita, Németh Kinga, Suhai Éva, Zsíros Andrea, Némethné Katona Beáta, Járfásné Szabó Renáta                             | 3162 |
| 2011 | Szkopje      | bronz | Szolnoki MÁV SE        | Fehér Béla, Somodi Károly, Molnár László, Bíró Norbert, Bóta Ervin, Bíró Ervin                                                  | 3449 |
| 2012 | Banja Luka   | bronz | Rákoshegyi VSE         | Rózsa Drajkó Gabriella, Harcos Ágnes, Sajermann Nóra, Fodor Annamária, Méhész Anita, Tímár Edina                                | 3391 |
| 2013 | Augsburg     | bronz | Ferencvárosi TC        | Rendes Ádám, Budai Ádám, Batki Tamás, Bíró Patrik, Tóth Zoltán, Danóczy Richárd, Pete II László, Kecskés Miklós                 | 3283 |
| 2014 | Öhringen     | ezüst | Balatoni Vasas SE      | Horváthné Steinbacher Krisztina, Bajer Krisztina, Takács Anita, Török Barbara, Sághy Valéria, Kackstädter Beáta, Rubinszki Rita | 3333 |
| 2014 | Öhringen     | bronz | Répcelaki SE           | Rudolf Balázs, Pete Sándor, Babos Tamás, Gosztola László, Móricz Zoltán, Fodor Szilárd, Farkas Imre                             | 3601 |
| 2015 | Récény       | ezüst | Répcelaki SE           | Rudolf Balázs, Móricz Zoltán, Farkas Imre, Zapletan Zsombor, Gosztola László, Ritter Tamás, Vörös Milán                         | 3517 |
| 2016 | Straubing    | arany | Répcelaki SE           | Kakuk Levente, Brancsek János, Móricz Zoltán, Molnár Pál, Zapletan Zsombor, Ritter Tamás                                        | 3977 |
| 2017 | München      | arany | Ipartechnika Győr SE   | Frank Noémi, Bordács Dorottya, Ballók Csilla, Domján Tímea, Sass Edit, Járfásné Szabó Renáta                                    | 3463 |
| 2018 | Apatin       | bronz | Répcelaki SE           | Zapletan Zsombor, Horváth Zoltán, Kakuk Levente, Móricz Zoltán, Vörös Milán, Kuslics Gergely, Molnár Pál                        | 3529 |
| 2019 | Bród         | ezüst | Zalaegerszegi TK       | Boanta Claudiu, Farkas Ádám, Farkas Sándor, Járfás Szilárd, Rudolf Balázs, Fehér Zoltán Flavius, Nemes Attila                   | 3460 |

### Bajnokok ligája
2002 óta írják ki, az európai klubkupákban legjobban szereplő együttesek indulhatnak benne (a Világkupa 1-7., az Európa-kupa 1-5. valamint az NBC-kupa 1-3. helyezettjei).
| Év   | Helyszín        | Érem  | Csapat                | Név | Fa   |
| ---- | --------------- | ----- | --------------------- | --- | ---- |
| 2005 | Eszék           | ezüst | Szegedi TE            | Kiss Norbert, Bóta Ervin, Kakuk Levente, Karsai László, Zapletan Zsombor, Fekete László                                    | 3432 |
| 2006 | Vajdahunyad     | arany | Szegedi TE            | Kiss Norbert, Kovács Gábor, Zapletan Zsombor, Kakuk Levente, Karsai László, Fekete László                                  | 3532 |
| 2006 | Vajdahunyad     | bronz | Zalaegerszegi TK      | Fehér László, Kiss Tamás, Járfás Szilárd, Farkas Sándor, Boanta Claudiu, Nemes Attila, Farkas Márton                       | 3485 |
| 2008 | Zalaegerszeg    | ezüst | Zalaegerszegi TE-ZÁÉV | Mátyás Szilvia, Molnár Anikó, Fülöp Erika, Nemes Irén, Csurgai Anita, Horváth Katalin, Kovács Dóra, Szabó Márta            | 3303 |
| 2008 | Zalaegerszeg    | arany | Zalaegerszegi TK      | Farkas Sándor, Kiss Tamás, Boanta Claudiu, Nemes Attila, Bese Dumitru , Fehér László                                       | 3666 |
| 2009 | Koblach         | bronz | Zalaegerszegi TK      | Bese Dumitru , Boanta Claudiu, Farkas Sándor, Fehér László, Fehér Zoltán Flavius, Nemes Attila, Németh Csongor, Kiss Tamás | 3797 |
| 2010 | Apatin          | ezüst | Szegedi TE            | Szél Tibor , Kakuk Levente, Karsai László, Kovács Péter, Földesi Zsolt, Kiss Norbert, Kis Zsolt                            | 3591 |
| 2010 | Apatin          | bronz | Zalaegerszegi TK      | Kiss Tamás, Farkas Sándor, Fehér Zoltán Flavius, Nemes Attila, Boanta Claudiu, Fehér László                                | 3670 |
| 2011 | Bad Langensalza | bronz | Szegedi TE            | Szél Tibor , Kiss Norbert, Kakuk Levente, Pete László, Karsai László, Kovács Péter                                         | 3613 |
| 2013 | Zólyombrézó     | arany | Szegedi TE            | Kakuk Levente, Zapletan Zsombor, Karsai László, Szél Tibor , Ernyesi Róbert , Kiss Norbert                                 | 3904 |
| 2014 | Straubing       | arany | Szegedi TE            | Szél Tibor , Zapletan Zsombor, Karsai László, Fehér Béla, Kiss Norbert, Kakuk Levente                                      | 3902 |
| 2015 | Straubing       | ezüst | Szegedi TE            | Kakuk Levente, Zapletan Zsombor, Fehér Béla, Kiss Norbert, Karsai László                                                   | 3682 |
| 2016 | Bamberg         | arany | Szegedi TE            | Ernyesi Róbert , Kovacsics Igor , Szél Tibor, Kiss Norbert, Karsai László, Fehér Béla                                      | 3865 |
| 2017 | Zólyombrézó     | ezüst | Szegedi TE            | Kovacsics Igor , Szél Tibor, Ernyesi Róbert , Fehér Béla, Kiss Norbert, Karsai László                                      | 3771 |

## Magyar bajnokságok

### Csapatbajnokok
| Évad    | Férfiak                                           | Nők                                               |
| ------- | ------------------------------------------------- | ------------------------------------------------- |
| 1936    | Pestszenterzsébeti Petőfi TE                      | —                                                 |
| 1937    | Szegedi VSE                                       | —                                                 |
| 1938    | Előre TE                                          | —                                                 |
| 1939    | Előre TE                                          | —                                                 |
| 1940    | Előre TE                                          | —                                                 |
| 1941    | Előre TE                                          | —                                                 |
| 1942    | Előre TE                                          | —                                                 |
| 1943    | BSzKRt SE                                         | —                                                 |
| 1944    | BSzKRt SE                                         | —                                                 |
| 1946    | Kőbányai Barátság                                 | —                                                 |
| 1947    | Előre SE                                          | —                                                 |
| 1948    | Első Kecskeméti Konzervgyár                       | Előre SE                                          |
| 1949    | Ceglédi VSE                                       | Első Kecskeméti Konzervgyár                       |
| 1950    | Bp. Előre                                         | Első Kecskeméti Konzervgyár                       |
| 1951    | Honvéd SE                                         | Előre SE                                          |
| 1952    | Bp. Honvéd                                        | Bp. Előre                                         |
| 1953    | Honvéd SE                                         | SZOT I.                                           |
| 1954    | Csongrád megye                                    | Budapest II.                                      |
| 1955    | Bp. Törekvés                                      | Vasas MÁVAG                                       |
| 1957–58 | Bp. Előre                                         | Vasas MÁVAG                                       |
| 1958    | Újpesti Dózsa                                     | Bp. Előre                                         |
| 1959    | Bp. Előre                                         | Ganz-MÁVAG VSE                                    |
| 1960    | Bp. Előre                                         | Ganz-MÁVAG VSE                                    |
| 1961    | Bp. Előre                                         | Ganz-MÁVAG VSE                                    |
| 1962    | Győri Vasas ETO                                   | Szegedi Kender                                    |
| 1963    | Újpesti Dózsa                                     | Ganz-MÁVAG VSE                                    |
| 1964    | Ferencvárosi TC                                   | Bp. Előre                                         |
| 1965    | Ferencvárosi TC                                   | Ferencvárosi TC                                   |
| 1966    | Ferencvárosi TC                                   | Bp. Előre                                         |
| 1967    | Ferencvárosi TC                                   | Ferencvárosi TC                                   |
| 1968    | Csepel SC                                         | Ferencvárosi TC                                   |
| 1969    | Ózdi Kohász                                       | Ferencvárosi TC                                   |
| 1970    | Ferencvárosi TC                                   | Ferencvárosi TC                                   |
| 1971    | Ferencvárosi TC                                   | Ferencvárosi TC                                   |
| 1972    | Pápai Vasas                                       | Szegedi AK                                        |
| 1973    | Ferencvárosi TC                                   | BKV Előre                                         |
| 1974    | BKV Előre                                         | Kőbányai Porcelán                                 |
| 1975    | Pápai Vasas                                       | Ferencvárosi TC                                   |
| 1976    | Ferencvárosi TC                                   | Szegedi AK                                        |
| 1977    | Ferencvárosi TC                                   | Ferencvárosi TC                                   |
| 1978    | Ferencvárosi TC                                   | Kőbányai Porcelán                                 |
| 1979    | Ferencvárosi TC                                   | Ferencvárosi TC                                   |
| 1980    | BKV Előre                                         | Ferencvárosi TC                                   |
| 1981    | Ferencvárosi TC                                   | DÉLÉP SC                                          |
| 1982    | BKV Előre                                         | BKV Előre                                         |
| 1982–83 | BKV Előre                                         | Ferencvárosi TC                                   |
| 1983–84 | BKV Előre                                         | DÉLÉP SC                                          |
| 1984–85 | BKV Előre                                         | DÉLÉP SC                                          |
| 1985–86 | BKV Előre                                         | Szegedi EOL-DÉLÉP SE                              |
| 1986–87 | BKV Előre                                         | Szeged SC                                         |
| 1987–88 | BKV Előre                                         | Szeged SC                                         |
| 1988–89 | BKV Előre                                         | Szegedi Építők                                    |
| 1989–90 | BKV Előre                                         | Szegedi Építők                                    |
| 1990–91 | BKV Előre                                         | BKV Előre                                         |
| 1991–92 | BKV Előre                                         | Ferencvárosi TC                                   |
| 1992–93 | BKV Előre                                         | BKV Előre                                         |
| 1993–94 | BKV Előre                                         | Szegedi ESK                                       |
| 1994–95 | Ferencvárosi TC                                   | BKV Előre                                         |
| 1995–96 | Ferencvárosi TC                                   | Szegedi ESK                                       |
| 1996–97 | BKV Előre                                         | Ferencvárosi TC                                   |
| 1997–98 | BKV Előre                                         | Ferencvárosi TC                                   |
| 1998–99 | Ferencvárosi TC                                   | Ferencvárosi TC                                   |
| 1999–00 | Szegedi TE                                        | Ferencvárosi TC                                   |
| 2000–01 | BKV Előre                                         | Ferencvárosi TC                                   |
| 2001–02 | Szegedi TE                                        | Ferencvárosi TC                                   |
| 2002–03 | Szegedi TE                                        | Ferencvárosi TC                                   |
| 2003–04 | Szegedi TE                                        | Ferencvárosi TC                                   |
| 2004–05 | Szegedi TE                                        | BKV Előre                                         |
| 2005–06 | Szegedi TE                                        | BKV Előre                                         |
| 2006–07 | Zalaegerszegi TK                                  | BKV Előre                                         |
| 2007–08 | Szegedi TE                                        | BKV Előre                                         |
| 2008–09 | Szegedi TE                                        | BKV Előre                                         |
| 2009–10 | Zalaegerszegi TK                                  | Zalaegerszegi TE-ZÁÉV                             |
| 2010–11 | Zalaegerszegi TK                                  | BKV Előre                                         |
| 2011–12 | Szegedi TE                                        | BKV Előre                                         |
| 2012–13 | Zalaegerszegi TK                                  | Zalaegerszegi TE-ZÁÉV                             |
| 2013–14 | Szegedi TE                                        | Rákoshegyi VSE                                    |
| 2014–15 | Szegedi TE                                        | Rákoshegyi VSE                                    |
| 2015–16 | Szegedi TE                                        | Rákoshegyi VSE                                    |
| 2016–17 | Zalaegerszegi TK                                  | Rákoshegyi VSE                                    |
| 2017–18 | Zalaegerszegi TK                                  | Zalaegerszegi TE-ZÁÉV                             |
| 2018–19 | Szegedi TE                                        | Zalaegerszegi TE-ZÁÉV                             |
| 2019–20 | A koronavírus-járvány miatt nem avattak bajnokot. | A koronavírus-járvány miatt nem avattak bajnokot. |
| 2020–21 | Szegedi TE                                        | Ferencvárosi TC                                   |
| 2021–22 | Zalaegerszegi TK                                  | Ipartechnika Győr SE                              |
| 2022–23 | Szegedi TE                                        | Ipartechnika Győr SE                              |

### Összetett egyéni bajnokok
| Év   | Férfiak                                    | Nők                                             |
| ---- | ------------------------------------------ | ----------------------------------------------- |
| 1938 | Kemerle János (Hungária TE)                | —                                               |
| 1939 | Répásy Ágoston (WMTK Csepel)               | —                                               |
| 1940 | Víg Vejmola Ferenc (WMTK Csepel)           | Tóth Józsefné (Köztisztviselők Szövetkezete SE) |
| 1941 | Onozó István (BSzKRt SE)                   | Taub Jenőné (Köztisztviselők Szövetkezete SE)   |
| 1942 | Szűcs László (Ceglédi MOVE)                | Taub Jenőné (Köztisztviselők Szövetkezete SE)   |
| 1943 | Hideg Pál (Kecskeméti MÁV)                 | Taub Jenőné (Köztisztviselők Szövetkezete SE)   |
| 1944 | Staffa Károly (Előre TE)                   | Ozsváth Anna (Köztisztviselők Szövetkezete SE)  |
| 1946 | Tomann Ádám (Előre SE)                     | —                                               |
| 1947 | Escher Alajos (Székesfehérvári MÁV)        | Ksenitz Andrásné (ÉRA SE)                       |
| 1948 | Escher Alajos (Székesfehérvári MÁV)        | Nagytorma Gyuláné (Szegedi VAOSZ)               |
| 1949 | Bangó Nándor (Első Kecskeméti Konzervgyár) | Habran Júlia (Első Kecskeméti Konzervgyár)      |
| 1950 | Bertalan Zoltán (Központi Lombik)          | Árgyélus Józsefné (Bp. Előre)                   |
| 1951 | Boros Ferenc (Szombathelyi Bőrgyár)        | Ballagó Gézáné (Fáklya Antenna)                 |
| 1952 | Szabó József (Bp. Előre)                   | Árgyélus Józsefné (Bp. Előre)                   |
| 1953 | Vida János (Szegedi Postás)                | Gyenes Sándorné (Bp. Előre)                     |
| 1954 | Lahos Gyula (Budafoki Szikra)              | Nagytorma Gyuláné (Szegedi Postás)              |
| 1955 | Kiricsi József (Bp. Kinizsi)               | Kecskés Ilona (Csepeli Vasas)                   |
| 1956 | Gyebrovszky György (Kecskeméti Vasas)      | Magyar Ferencné (Közlekedési Építők)            |
| 1957 | Nagy László (Ceglédi Építők)               | Költő Györgyi (Ferencvárosi SZÉL)               |
| 1958 | Szabó József (Bp. Előre)                   | Molnár Emma (Bp. Előre)                         |
| 1959 | Rácz József (Szegedi Helyiipar)            | Gottfried Andrásné (Csepel SC)                  |
| 1960 | Szép Gyula (Szombathelyi Cipőgyár)         | Dulik Ferencné (Bp. Előre)                      |
| 1961 | Nagy Lajos (MOM SK)                        | Hável Ernőné (Ganz-MÁVAG VSE)                   |
| 1962 | Révész Jenő (Újpesti Dózsa)                | Kustán Jánosné (Csepel SC)                      |
| 1963 | Szabó József (Bp. Előre)                   | Szabó Lászlóné (Zuglói Danuvia)                 |
| 1964 | Szabó József (Bp. Előre)                   | Nádas Kálmánné (Magyar Likőr SK)                |
| 1965 | Tóth László (Pápai Vasas)                  | Hável Ernőné (Ganz-MÁVAG VSE)                   |
| 1966 | Pilka Jenő (Pápai Textil)                  | Sashalmi Mária (Nagykanizsai Kinizsi)           |
| 1967 | Tősi Pál (Egri Spartacus)                  | Kustán Jánosné (Csepel SC)                      |
| 1968 | Rákos József (Bp. Előre)                   | Schrett Gyuláné (Ferencvárosi TC)               |
| 1969 | Szabó Lajos (Zuglói Danuvia)               | Hursán Zsófia (Békéscsabai Spartacus)           |
| 1970 | Makkai Miklós (Pápai Vasas)                | Nádas Kálmánné (Ferencvárosi TC)                |
| 1971 | Tősi Pál (Egri Spartacus)                  | Tompa Györgyné (Szegedi AK)                     |
| 1972 | Rákos József (BKV Előre)                   | Fekete Antalné (Kőbányai Porcelán)              |
| 1973 | Csányi Béla (Ferencvárosi TC)              | Nyikus Mária (Győri Lenszövő)                   |
| 1974 | Mészáros József (MOM SK)                   | Holczer Lászlóné (Kőbányai Porcelán)            |
| 1975 | Mészáros József (MOM SK)                   | Kristyán Zsuzsa (Győri Lenszövő)                |
| 1976 | Révész János (Szegedi VSE)                 | Megyesi Lászlóné (Tatabányai Bányász)           |
| 1977 | Csányi Béla (Ferencvárosi TC)              | Tóth Katalin (Kecskeméti MÁV)                   |
| 1978 | Csányi Béla (Ferencvárosi TC)              | Vad Gyuláné (Kőbányai Porcelán)                 |
| 1979 | Sütő László (Ferencvárosi TC)              | Tompa Györgyné (Szegedi EOL AK)                 |
| 1980 | Csányi Béla (Ferencvárosi TC)              | Sallai Mátyásné (Ferencvárosi TC)               |
| 1981 | Nagy László (Győri Richards)               | Megyesi Lászlóné (Tatabányai Bányász)           |
| 1982 | Csányi Béla (Ferencvárosi TC)              | Kristyán Zsuzsa (Győri Lenszövő)                |
| 1983 | Csányi Béla (Ferencvárosi TC)              | Némethné Kristyán Zsuzsa (Győri Lenszövő)       |
| 1984 | Csányi Béla (Ferencvárosi TC)              | Gazsó Dánielné (Kőbányai Porcelán)              |
| 1985 | Csányi Béla (Ferencvárosi TC)              | Vidács Györgyné (Szegedi EOL AK)                |
| 1986 | Csányi Béla (Ferencvárosi TC)              | Karalyos Gáborné (Ferencvárosi TC)              |
| 1987 | Csányi Béla (Ferencvárosi TC)              | Szenczi Judit (Ferencvárosi TC)                 |
| 1988 | Csányi Béla (Ferencvárosi TC)              | Lőrinczné Naschitz Katalin (Szegedi Postás)     |
| 1989 | Csányi Béla (Ferencvárosi TC)              | Szőke Zsuzsanna (BKV Előre)                     |
| 1990 | Csányi Béla (Victoria Bamberg )            | Kovácsné Grampsch Ágota (BKV Előre)             |
| 1991 | Mészáros József (BKV Előre)                | Vidács Györgyné (Szegedi Építők)                |
| 1992 | Madák Pál (BKV Előre)                      | Bíró Zsuzsanna (BKV Előre)                      |
| 1993 | Mészáros József (BKV Előre)                | Demeter Melinda (Ferencvárosi TC)               |
| 1994 | Mészáros József (BKV Előre)                | Kovácsné Grampsch Ágota (Ferencvárosi TC)       |
| 1995 | Makkai Miklós (Elmax Vasas)                | Kovácsné Grampsch Ágota (Ferencvárosi TC)       |
| 1996 | Mészáros József (BKV Előre)                | Kovácsné Grampsch Ágota (Ferencvárosi TC)       |
| 1997 | Mészáros József (BKV Előre)                | Juhász Gabriella (Ferencvárosi TC)              |
| 1998 | Klak János (BKV Előre)                     | Török Marianna (Szegedi ESK)                    |
| 1999 | Mészáros József (BKV Előre)                | Miklós Nóra (Zalaegerszegi TE-ZÁÉV)             |
| 2000 | Mészáros József (BKV Előre)                | Szabó Mónika (Ferencvárosi TC)                  |
| 2001 | Mészáros József (BKV Előre)                | Maszlay Lajosné (BKV Előre)                     |
| 2002 | Farkas Sándor (BKV Előre)                  | Vecseri Erika                                   |
| 2003 | Fehér Béla (Köszolg SC)                    | Bíró Zsuzsanna (Ferencvárosi TC)                |
| 2004 | Mészáros József (BKV Előre)                | Bozó Melinda (Ferencvárosi TC)                  |
| 2005 | Pintér György (SKC Ritzing )               | Miklós Nóra (Zalaegerszegi TE-ZÁÉV)             |
| 2006 | Farkas Sándor (Zalaegerszegi TK)           | Bozó Melinda (Ferencvárosi TC)                  |
| 2007 | Németh Csongor (Zalaegerszegi TK)          | Drajkó Gabriella (BKV Előre)                    |
| 2008 | Farkas Sándor (Zalaegerszegi TK)           | Farkas Sándorné (BKV Előre)                     |
| 2009 | Kakuk Levente (Szegedi TE)                 | Nemes Irén (Zalaegerszegi TE-ZÁÉV)              |
| 2010 | Karsai László (Szegedi TE)                 | Airizer Emese (Zalaegerszegi TE-ZÁÉV)           |
| 2011 | Kiss Norbert (Szegedi TE)                  | Sajermann Nóra (Rákoshegyi VSE)                 |
| 2012 | Zapletán Zsombor (KK Neumarkt )            | Méhész Anita (BKV Előre)                        |
| 2013 | Nemes Attila (Zalaegerszegi TK)            | Csurgai Anita (Zalaegerszegi TE-ZÁÉV)           |
| 2014 | Karsai László (Szegedi TE)                 | Voga Ágnes (Tatabányai SC)                      |
| 2015 | Kiss Tamás (KK Neumarkt )                  | Dallosné Takács Anita (Balatoni Vasas)          |
| 2016 | Kakuk Levente (Győr TC)                    | Sáfrány Anita (Rákoshegyi VSE)                  |
| 2017 | Kakuk Levente (Répcelaki SE)               | Méhész Anita (Rákoshegyi VSE)                   |
| 2018 | Kiss Tamás                                 | Tóth Andrea (Ferencvárosi TC)                   |
| 2019 | Kakuk Levente (Répcelaki SE)               | Sáfrány Anita (Electromureș Târgu Mureș )       |
| 2020 | Zapletán Zsombor (Szegedi TE)              | Sass Edit (Ipartechnika Győr SE)                |
| 2021 | Zapletán Zsombor (Szegedi TE)              | Sass Edit (Ipartechnika Győr SE)                |
| 2022 | Zapletán Zsombor (Szegedi TE)              | Szabó Renáta (Ipartechnika Győr SE)             |
| 2023 | Kozma Károly (Szegedi TE)                  | Hári Boglárka (Ferencvárosi TC)                 |

### Páros bajnokok
| Év   | Férfiak                                                     | Nők                                                                     |
| ---- | ----------------------------------------------------------- | ----------------------------------------------------------------------- |
| 1973 | Mohay Gábor–Boros Endre (Győri Richards)                    | Holczer Lászlóné–Fekete Antalné (Kőbányai Porcelán)                     |
| 1974 | Mészáros József (MOM SK)–Sütő László (Ferencvárosi TC)      | Hursán Zsófia (Békéscsabai Előre Spartacus)–Tompa Györgyné (Szegedi AK) |
| 1975 | Csányi Béla–Sütő László (Ferencvárosi TC)                   | Holczer Lászlóné–Fekete Antalné (Kőbányai Porcelán)                     |
| 1976 | Csányi Béla–Sütő László (Ferencvárosi TC)                   | Vad Gyuláné–Holczer Lászlóné (Kőbányai Porcelán)                        |
| 1977 | Csányi Béla–Sütő László (Ferencvárosi TC)                   | Holczer Lászlóné–Fekete Antalné (Kőbányai Porcelán)                     |
| 1978 | Csányi Béla–Sütő László (Ferencvárosi TC)                   | Süli Józsefné–Tompa Györgyné (Szegedi EOL AK)                           |
| 1979 | Németh Lajos (Sabaria SE)–Tősi Pál (Egri Spartacus)         | Megyesi Lászlóné (Tatabányai Bányász)–Tompa Györgyné (Szegedi EOL AK)   |
| 1980 | Mészáros József–Tornyosi Lajos (BKV Előre)                  | Tompa Györgyné–Ábrahám Mária (Szegedi EOL AK)                           |
| 1981 | Nagy László–Mráz László (Győri Richards)                    | Megyesi Lászlóné (Tatabányai Bányász)–Kristyán Zsuzsa (Győri Lenszövő)  |
| 1982 | Csányi Béla–Sütő László (Ferencvárosi TC)                   | Pete Lászlóné–Almay Lászlóné (BKV Előre)                                |
| 1983 | Csányi Béla–Matiszlovics Tibor (Ferencvárosi TC)            | Némethné Kristyán Zsuzsa–Szalma Józsefné (Győri Lenszövő)               |
| 1984 | Rákos József–Mészáros József (BKV Előre)                    | Hudomiet Ferencné–Vad Gyuláné (Kőbányai Porcelán)                       |
| 1985 | Csányi Béla (Ferencvárosi TC)–Mráz László (Győri Richards)  | Gyömörei Zoltánné (Győri Lenszövő)–Horváth Károlyné (Zalaegerszegi TE)  |
| 1986 | Csányi Béla (Ferencvárosi TC)–Mészáros József (BKV Előre)   | Vidács Györgyné–Kovácsné Kiss Erika (Szegedi EOL-DÉLÉP SE)              |
| 1987 | Csányi Béla–Fekete Mátyás (Ferencvárosi TC)                 | Szenczi Judit–Sallai Mátyásné (Ferencvárosi TC)                         |
| 1988 | Csányi Béla (Ferencvárosi TC)–Mészáros József (BKV Előre)   | Tompa Györgyné–Lőrinczné Naschitz Katalin (Szegedi Postás)              |
| 1989 | Mészáros József–Madák Pál (BKV Előre)                       | Szőke Zsuzsanna–Drajkó Imréné (BKV Előre)                               |
| 1990 | Csányi Béla (Victoria Bamberg )–Nagy László (Polizei Wels ) | Szenczi Judit–Tóth Lászlóné (Ferencvárosi TC)                           |
| 1991 | Mészáros József–Pete László (BKV Előre)                     | Szenczi Judit–Szilassy Erika (Ferencvárosi TC)                          |
| 1992 | Mészáros József–Madák Pál (BKV Előre)                       | Vecseri Erika–Fehér Andrea (Ferencvárosi TC)                            |
| 1993 | Mészáros József–Deáky Attila (BKV Előre)                    | Demeter Melinda–Fehér Andrea (Ferencvárosi TC)                          |
| 1994 | Nagy Lajos–Papp Béla (Elmax Vasas)                          | Kovácsné Grampsch Ágota–Szenczi Judit (Ferencvárosi TC)                 |
| 1995 | Makkai Miklós–Papp Béla (Elmax Vasas)                       | Kovácsné Grampsch Ágota–Tóthné Danka Mónika (Ferencvárosi TC)           |
| 1996 | Mészáros József–Klak János (BKV Előre)                      | Drajkó Imréné–Bíró Zsuzsanna (BKV Előre)                                |
| 1997 | Mészáros József–Klak János (BKV Előre)                      | Naschitz Katalin–Kórász Anna (Szegedi Petrolszerviz SE)                 |
| 1998 | Mészáros József–Klak János (BKV Előre)                      | Tóth Mária–Berki Marianna (Ózdi VTK)                                    |
| 1999 | Mészáros József–Pete László (BKV Előre)                     | Herczegné Vajda Gabriella (Köfém SC)–Juhász Gabriella (Ferencvárosi TC) |
| 2000 | Mészáros József–Pete László (BKV Előre)                     | Szabó Mónika–Bíró Zsuzsanna (Ferencvárosi TC)                           |
| 2001 | Mészáros József–Kovács Gábor (BKV Előre)                    | Bozó Melinda–Juhász Gabriella (Ferencvárosi TC)                         |
| 2002 | Farkas Sándor–Pete László (BKV Előre)                       | Lovász Krisztina–Kummerné Zsóka Henrietta (Köfém SC)                    |
| 2003 | Kakuk Levente (Szolnoki MÁV)–Kiss Norbert (Szegedi TE)      | Horváth Károlyné–Csurgai Anita (Zalaegerszegi TE-ZÁÉV)                  |
| 2004 | Mészáros József–Farkas Sándor (BKV Előre)                   | Maszlay Lajosné–Bogoly Andrea (BKV Előre)                               |
| 2005 | Karsai László (Szegedi TE)–Kovács Gábor (Zalaegerszegi TK)  | Balogh Erika–Hudi Zsófia (Köfém SC)                                     |
| 2006 | Karsai László–Kiss Norbert (Szegedi TE)                     | Csongrádi Gyöngyi–Szabó Mónika (Ferencvárosi TC)                        |
| 2007 | Kakuk Levente–Kiss Norbert (Szegedi TE)                     | Drajkó Gabriella–Takács Anita (BKV Előre)                               |
| 2008 | Farkas Sándor–Németh Csongor (Zalaegerszegi TK)             | Méhész Anita–Csongrádi Gyöngyi (Ferencvárosi TC)                        |
| 2009 | Kakuk Levente–Karsai László (Szegedi TE)                    | Horváth Katalin–Nemes Irén (Zalaegerszegi TE-ZÁÉV)                      |
| 2010 | Farkas Sándor–Kiss Tamás (Zalaegerszegi TK)                 | Airizer Emese–Nemes Irén (Zalaegerszegi TE-ZÁÉV)                        |
| 2011 | Kakuk Levente–Kiss Norbert (Szegedi TE)                     | Szabó Márta–Csurgai Anita (Zalaegerszegi TE-ZÁÉV)                       |
| 2012 | Fehér Béla–Bíró Ervin (Szolnoki MÁV)                        | Tímár Edina–Méhész Anita (BKV Előre)                                    |

### Egyéni bajnokok
| Év   | Férfiak                             | Nők                                       |
| ---- | ----------------------------------- | ----------------------------------------- |
| 1990 | Madák Pál (BKV Előre)               | Kovácsné Grampsch Ágota (BKV Előre)       |
| 1991 | Mészáros József (BKV Előre)         | Czéró Ildikó (Ferencvárosi TC)            |
| 1992 | Madák Pál (BKV Előre)               | Bíró Zsuzsanna (BKV Előre)                |
| 1993 | Pete Zsolt (ASKÖ Deutschkreutz )    | Demeter Melinda (Ferencvárosi TC)         |
| 1994 | Mészáros József (BKV Előre)         | Bödőné Mracskó Annamária (Szegedi ESK)    |
| 1995 | Hergéth Zoltán (Ferencvárosi TC)    | Bíró Zsuzsanna (BKV Előre)                |
| 1996 | Mészáros József (BKV Előre)         | Kovácsné Grampsch Ágota (Ferencvárosi TC) |
| 1997 | Fehér László (Szegedi TE)           | Juhász Gabriella (Ferencvárosi TC)        |
| 1998 | Klak János (BKV Előre)              | Török Marianna (Szegedi ESK)              |
| 1999 | Fehér László (Szegedi TE)           | Miklós Nóra (Zalaegerszegi TE-ZÁÉV)       |
| 2000 | Szabó Sándor (BBSV Wien )           | Szabó Mónika (Ferencvárosi TC)            |
| 2001 | Derdák Tibor (Soproni Ászok SE)     | Rubinszki Rita (Pécsi NTSE)               |
| 2002 | Pete László (BKV Előre)             | Vecseri Erika                             |
| 2003 | Gergácz Csaba (Mosonmagyaróvári TE) | Rubinszki Rita (Pécsi TSE)                |
| 2004 | Farkas Sándor (BKV Előre)           | Bozó Melinda (Ferencvárosi TC)            |
| 2005 | Pintér György (SKC Ritzing )        | Balogh Erika (Köfém SC)                   |
| 2006 | Farkas Sándor (Zalaegerszegi TK)    | Csurgai Anita (Zalaegerszegi TE-ZÁÉV)     |
| 2007 | Fodor Szilárd (Köszolg SC)          | Drajkó Gabriella (BKV Előre)              |
| 2008 | Farkas Sándor (Zalaegerszegi TK)    | Csurgai Anita (Zalaegerszegi TE-ZÁÉV)     |
| 2009 | Kakuk Levente (Szegedi TE)          | Drajkó Gabriella (BKV Előre)              |
| 2010 | Karsai László (Szegedi TE)          | Airizer Emese (Zalaegerszegi TE-ZÁÉV)     |
| 2011 | Kiss Norbert (Szegedi TE)           | Drajkó Gabriella (BKV Előre)              |
| 2012 | Zapletán Zsombor (KK Neumarkt )     | Csurgai Anita (Zalaegerszegi TE-ZÁÉV)     |
| 2013 | Nemes Attila (Zalaegerszegi TK)     | Csurgai Anita (Zalaegerszegi TE-ZÁÉV)     |
| 2014 | Karsai László (Szegedi TE)          | Airizer Emese (Zalaegerszegi TE-ZÁÉV)     |
| 2015 | Pintér Károly (Zalaegerszegi TK)    | Dallosné Takács Anita (Balatoni Vasas)    |
| 2016 | Kakuk Levente (Győr TC)             | Airizer Emese (Zalaegerszegi TE-ZÁÉV)     |
| 2017 | Kakuk Levente (Répcelaki SE)        | Méhész Anita (Rákoshegyi VSE)             |
| 2018 | Kiss Tamás                          | Csongrádi Gyöngyi (Rákoshegyi VSE)        |
| 2019 | Kakuk Levente (Répcelaki SE)        | Sáfrány Anita (Electromureș Târgu Mureș ) |
| 2020 | Zapletán Zsombor (Szegedi TE)       | Domján Tímea (Ipartechnika Győr SE)       |
| 2021 | Zapletán Zsombor (Szegedi TE)       | Sass Edit (Ipartechnika Győr SE)          |
| 2022 | Kakuk Levente (Zalaegerszegi TK)    | Szabó Renáta (Ipartechnika Győr SE)       |
| 2023 | Móricz Zoltán (Répcelaki SE)        | Hári Boglárka (Ferencvárosi TC)           |

### Sprint bajnokok
| Év   | Férfiak                          | Nők                                       |
| ---- | -------------------------------- | ----------------------------------------- |
| 2013 | Zapletán Zsombor (Szegedi TE)    | Tímár Edina (Rákoshegyi VSE)              |
| 2014 | Zapletán Zsombor (Szegedi TE)    | Peténé Bruszt Krisztina (Ferencvárosi TC) |
| 2015 | Farkas Sándor (Zalaegerszegi TK) | Ballók Csilla (Ferencvárosi TC)           |
| 2016 | Karsai László (Szegedi TE)       | Bordács Dorottya (Ferencvárosi TC)        |
| 2017 | Kakuk Levente (Répcelaki SE)     | Mátyás Szilvia (Zalaegerszegi TE-ZÁÉV)    |
| 2018 | Horváth Zoltán (Répcelaki SE)    | Méhész Anita                              |
| 2019 | Brancsek János (Szegedi TE)      | Simon Petra (Rákoshegyi VSE)              |
| 2020 | Zapletán Zsombor (Szegedi TE)    | Pásztor Enikő (Rákoshegyi VSE)            |
| 2021 | Kiss Norbert (Szegedi TE)        | Gál Henrietta (Zalaegerszegi TE-ZÁÉV)     |
| 2022 | Brancsek János (Szegedi TE)      | Szalai-Bordács Dorottya (Rákoshegyi VSE)  |
| 2023 | Horváth Zoltán (Répcelaki SE)    | Hári Boglárka (Ferencvárosi TC)           |

## Magyar világcsúcsok
| Év   | Helyszín       | Esemény     | Név | Csapat                | Versenyszám     | Gurítás        | Fa   |
| ---- | -------------- | ----------- | --- | --------------------- | --------------- | -------------- | ---- |
| 1957 | Bécs           | felnőtt VB  | Szabó József | Bp. Előre             | férfi egyéni    | 200 vegyes     | 894  |
| 1959 | Bautzen        | felnőtt VB  | Ballagó Gézáné | Bp. Előre             | női egyéni      | 100 vegyes     | 441  |
| 1962 | Pozsony        | felnőtt VB  | Szabó József | Bp. Előre             | férfi egyéni    | 2 × 200 vegyes | 1815 |
| 1964 | Budapest       | felnőtt EB  | Schrett Gyuláné | Ganz-MÁVAG VSE        | női egyéni      | 100 vegyes     | 451  |
| 1964 | Budapest       | felnőtt EB  | Szabó József | Bp. Előre             | férfi egyéni    | 200 vegyes     | 955  |
| 1964 | Budapest       | felnőtt EB  | Szabó József | Bp. Előre             | férfi egyéni    | 200 vegyes     | 981  |
| 1989 | München        | csapat EK   | Danka Mónika | Ferencvárosi TC       | női egyéni      | 100 vegyes     | 482  |
| 1990 | Budapest       | csapat EK   | Szilassy Erika, Vecseri Erika, Fehér Andrea, Szenczi Judit, Hankó Zsuzsa, Wittmann Viktória                                                                | Ferencvárosi TC       | női csapat      | 6 × 100 vegyes | 2628 |
| 1991 | Linz           | ifjúsági VB | Bálintné Fodor Gabriella | Szegedi Postás        | női egyéni      | 100 vegyes     | 486  |
| 1992 | Marosvásárhely | csapat EK   | Zacsovics Ágnes | BKV Előre SC          | női egyéni      | 100 vegyes     | 492  |
| 1994 | Ludwigshafen   | felnőtt VB  | Kovácsné Grampsch Ágota | Ferencvárosi TC       | női összetett   | 3 × 100 vegyes | 1458 |
| 1996 | Prága          | felnőtt VB  | Kovácsné Grampsch Ágota | Ferencvárosi TC       | női összetett   | 3 × 100 vegyes | 1478 |
| 1998 | Celje          | felnőtt VB  | Vecseri Erika–Kovácsné Grampsch Ágota | Ferencvárosi TC       | női páros       | 2 × 100 vegyes | 977  |
| 2003 | Augsburg       | ifjúsági VB | Mátyás Szilvia | Zalaegerszegi TE-ZÁÉV | női egyéni      | 120 vegyes     | 591  |
| 2003 | Augsburg       | ifjúsági VB | Kakuk Levente–Kiss Norbert | Szegedi TE            | férfi páros     | 2 × 120 vegyes | 1239 |
| 2004 | Brassó         | felnőtt VB  | Kovács Gábor, Kakuk Levente, Kiss Norbert, Fehér László, Karsai László, Farkas Sándor                                                                      |                       | férfi csapat    | 6 × 120 vegyes | 3769 |
| 2004 | Brassó         | felnőtt VB  | Kovácsné Grampsch Ágota | Ferencvárosi TC       | női egyéni      | 120 vegyes     | 599  |
| 2007 | Kassa          | felnőtt VB  | Kiss Norbert | Szegedi TE            | férfi egyéni    | 120 vegyes     | 694  |
| 2008 | Banja Luka     | felnőtt VB  | Kiss Norbert | Szegedi TE            | férfi összetett | 30+120 vegyes  | 898  |
| 2009 | Dettenheim     | serdülő VB  | Dévényi Dániel | Péti MTE              | férfi egyéni    | 120 vegyes     | 670  |
| 2013 | Zalaegerszeg   | serdülő VB  | Brancsek János–Horváth Péter |                       | férfi páros     | 30 vegyes      | 173  |
| 2013 | Zalaegerszeg   | serdülő VB  | Tóth Katalin | BKV Előre SC          | női összetett   | 2 × 120 vegyes | 1216 |
| 2013 | Zalaegerszeg   | felnőtt VB  | Boanta Claudiu, Kakuk Levente, Kiss Tamás, Zapletan Zsombor, Karsai László, Nemes Attila, Kiss Norbert, Farkas Sándor, Fehér Zoltán Flavius, Botházy Péter |                       | férfi csapat    | 6 × 120 vegyes | 4012 |
| 2014 | Brno           | ifjúsági VB | Brancsek János | Győr TC               | férfi összetett | 2 × 120 vegyes | 1297 |
| 2014 | Brno           | felnőtt VB  | Méhész Anita | Rákoshegyi VSE        | női sprint      | 2 × 20 vegyes  | 234  |
| 2014 | Brno           | felnőtt VB  | Kiss Tamás | KK Neumarkt           | férfi egyéni    | 120 vegyes     | 734  |
| 2014 | Brno           | felnőtt VB  | Kiss Tamás | KK Neumarkt           | férfi összetett | 40+120 vegyes  | 955  |

* az Esemény oszlopban: VB=világbajnokság, EB=Európa-bajnokság, EK=Európa-kupa

## Összesített éremtáblázat
|            | Esemény            | 1. hely | 2. hely | 3. hely |
| ---------- | ------------------ | ------- | ------- | ------- |
| Felnőttek  | Világbajnokság     | 40      | 48      | 31      |
| Felnőttek  | Európa-bajnokság   | 2       | 5       | 5       |
| Felnőttek  | Világkupa (egyéni) | 9       | 5       | 13      |
| Felnőttek  | Világkupa (csapat) | 13      | 22      | 15      |
| Felnőttek  | Európa-kupa        | 36      | 13      | 8       |
| Felnőttek  | NBC-kupa           | 6       | 6       | 7       |
| Felnőttek  | Bajnokok ligája    | 5       | 4       | 4       |
| Ifjúságiak | Világbajnokság     | 12      | 19      | 32      |
| Ifjúságiak | Európa-bajnokság   | 6       | 3       | 6       |
| Ifjúságiak | Világkupa          | 4       | 3       | 6       |
| Serdülők   | Világbajnokság     | 6       | 11      | 11      |
| Serdülők   | Európa-bajnokság   | -       | 2       | 6       |
| Serdülők   | Világkupa          | 3       | 3       | 5       |

## A Magyar Teke Szövetség eddigi elnökei, főtitkárai

### Elnökök
- 1934–1948 Somogyi Béla
- 1948–1950 Apró Antal
- 1950–1963 Kelemen Béla
- 1963–1967 Besztercán János
- 1967–1971 Becz Imre
- 1971–1980 Hermann József
- 1980–1989 Bíró Lajos
- 1989–1996 Gál János
- 1996–1997 Fekete Mihály
- 1997–1999 Horányi Ervin
- 1999–2001 Makk Ferenc
- 2001–2001 Budai Géza
- 2001–2009 Makk Ferenc
- 2009–2013 Lengyel József
- 2013–2013 dr. Simon Zoltán
- 2013– Pintyőke Marcell

### Főtitkárok
- 1947–1948 Varga József
- 1948–1971 Hermann József
- 1971–1989 Bihari Tibor
- 1989–1992 Janovszki László
- 1992–1994 Bihari Tibor
- 1994–1996 Torma Gábor
- 1996–2000 Kustán Jánosné
- 2000–2002 Bogoly István
- 2002–2003 Kovács István
- 2003–2004 Hárshegyi János
- 2004–2008 Rózsa Balázs
- 2008–2014 Dávid Veronika
- 2014–2017 Szántha István
- 2017–2019 Tóth László
- 2019– Bátor Gábor László

## Magyar sportdiplomaták
Hermann József: 1948-ban kormánybiztosként került a szövetségbe, majd főtitkár lett 1971-ig. 1980-ig a Szövetség elnökeként – és a FIQ alelnökeként – sokat tett a magyar teke felemelkedéséért és elismeréséért. Nagyon jó kapcsolatot ápolt Ausztriával, hiszen az első válogatott mérkőzéstől kezdve velük próbáltunk ki mindent.
- 1949-ben az első férfi válogatott mérkőzés.
- 1954-ben az első női válogatott mérkőzés.
- 1959-ben javaslatára vezette be a FIQ a mai napig érvényes időhatárt (50 vegyes gurítás 20 perc alatt).
- 1964-ben elsőként rendeztünk a felnőtt válogatott mérkőzés előtt ifjúsági mérkőzést is.
- 1966-ban javaslatára elindult a Duna-kupa sorozat (1979-től – szintén az Ő javaslatára – a nők is bekapcsolódtak).
- 1968-ban Európa-bajnokságot rendezhettünk.
- 1974-ben elsőnek rendeztünk nemzetközi ifjúsági egyéni (nyílt) bajnokságot.
- 1979-ben az Ikarusz pályán 4 × 30 vegyes, azaz 120 gurításos versenyt rendeztek.

Haide János: A Budapesti Tekézők Szövetsége elnöke 1962-ben a FIQ Számviteli és Ellenőrző Bizottságának tagja volt.
Szilágyi Péter: 1992-ben a FIQ Sportbizottságába választották azzal a feladattal, hogy dolgozzák ki a megnövekedett létszámnak megfelelő lebonyolítási formát a világbajnokságokra, világkupákra. Azóta is azt a szisztémát használják.
Bogoly István: Nemzetközi játékvezetőnket 1997-ben a FIQ Versenybizottsága vezetőjének választják Tőketerebesen.
Dávid Veronika: Volt főtitkárunk a 2009-es budapesti csapat-világkupán lett a FIQ-WNBA alelnöke. 2011 őszétől a WTBA dopping-ellenőrző bizottság vezetője.